# 1972
| [ Edytuj tabelę ]                                                | |
| Przewodniczący Rady Państwa                                      | - 1970 Józef Cyrankiewicz 1972 - 1972 Henryk Jabłoński 1985                                                                                        |
| Premier Polski                                                   | - 1970 Piotr Jaroszewicz 1980 |
| Prezydent Polski na uchodźstwie                                  | - 1947 August Zaleski 1972 - 1972 Stanisław Ostrowski 1979                                                                                         |
| Premier rządu RP na uchodźstwie                                  | - 1970 Zygmunt Muchniewski 1972 - 1972 Alfred Urbański 1976                                                                                        |
| I sekretarz KC PZPR                                              | - 1970 Edward Gierek 1980 |
| Król Afganistanu                                                 | - 1933 Mohammad Zaher Szah 1973 |
| Premier Afganistanu                                              | - 1971 Abdul Zahir 1972 - 1972 Mohammad Musa Szafik 1973                                                                                           |
| Przywódca Albanii                                                | - 1944 Enver Hoxha 1985 |
| Premier Albanii                                                  | - 1954 Mehmet Shehu 1981 |
| Prezydent Algierii                                               | - 1965 Huari Bumedien 1978 |
| Premier Algierii                                                 | - 1963 urząd zniesiony 1979 |
| Współksiążęta Andory                                             | - 1971 Joan Martí i Alanís 2003 - 1969 Georges Pompidou 1974                                                                                       |
| Król Arabii Saudyjskiej                                          | - 1964 Fajsal ibn Abd al-Aziz Al Su’ud 1975 |
| Prezydent Argentyny                                              | - 1971 gen. Alejandro Agustin Lanusse 1973 |
| Premier Australii                                                | - 1971 William McMahon 1972 - 1972 Gough Whitlam 1975                                                                                              |
| Prezydent Austrii                                                | - 1965 Franz Jonas 1974 |
| Kanclerz Austrii                                                 | - 1970 Bruno Kreisky 1983 |
| Emir Bahrajnu                                                    | - 1971 Isa ibn Salman Al Chalifa 1999 |
| Premier Bahrajnu                                                 | - 1970 Chalifa ibn Salman Al Chalifa 2020 |
| Prezydent Bangladeszu                                            | - 1971 Sheikh Mujibur Rahman 1972 - 1972 Abu Sayeed Chowdhury 1973                                                                                 |
| Premier Bangladeszu                                              | - 1971 Tajuddin Ahmed 1972 - 1972 Sheikh Mujibur Rahman 1975                                                                                       |
| Premier Barbadosu                                                | - 1966 Errol Barrow 1976 |
| Przewodniczący Zjednoczonej Rady Rewolucyjnej Birmy              | - 1962 Ne Win 1974 |
| Premier Birmy                                                    | - 1962 Ne Win 1974 |
| Król Belgów                                                      | - 1951 Baudouin 1993 |
| Premier Belgii                                                   | - 1968 Gaston Eyskens 1973 |
| Prezydent Beninu                                                 | - 1970 Hubert Maga 1972 - 1972 Justin Ahomadégbé-Tomêtin 1972 - 1972 Mathieu Kérékou 1991                                                          |
| Król Bhutanu                                                     | - 1952 Jigme Dorji Wangchuck 1972 - 1972 Jigme Singye Wangchuck 2006                                                                               |
| Premier Bhutanu                                                  | - 1964 urząd zniesiony 1998 |
| Prezydent Boliwii                                                | - 1971 Hugo Banzer Suárez 1978 |
| Prezydent Botswany                                               | - 1966 Seretse Khama 1980 |
| Prezydent Brazylii                                               | - 1969 Emílio Garrastazu Médici 1974 |
| Sułtan Brunei                                                    | - 1967 Hassanal Bolkiah |
| Przywódca Bułgarii                                               | - 1954 Todor Żiwkow 1989 |
| Premier Bułgarii                                                 | - 1971 Stanko Todorow 1981 |
| Prezydent Burundi                                                | - 1966 Michel Micombero 1976 |
| Premier Burundi                                                  | - 1966 urząd zniesiony 1972 - 1972 Albin Nyamoya 1973                                                                                              |
| Prezydent Chile                                                  | - 1970 Salvador Allende 1973 |
| Przewodniczący ChRL                                              | - 1968 Song Qingling 1972 - 1968 Dong Biwu 1975 |
| Premier Chin                                                     | - 1949 Zhou Enlai 1976 |
| Prezydent Cypru                                                  | - 1960 Michail Muskos 1974 |
| Prezydent Czadu                                                  | - 1960 François Tombalbaye 1975 |
| Premier Czadu                                                    | - 1960 urząd zniesiony 1978 |
| Prezydent Czechosłowacji                                         | - 1968 Ludvík Svoboda 1975 |
| Premier Czechosłowacji                                           | - 1970 Lubomír Štrougal 1988 |
| Król Danii                                                       | - 1947 Fryderyk IX 1972 - 1972 Małgorzata II 2024                                                                                                  |
| Premier Danii                                                    | - 1971 Jens Otto Krag 1972 - 1972 Anker Jørgensen 1973                                                                                             |
| Dalajlama                                                        | - 1940 Tenzin Gjaco |
| Prezydent Dominikany                                             | - 1966 Joaquín Balaguer 1978 |
| Prezydent Egiptu                                                 | - 1970 Anwar as-Sadat 1981 |
| Premier Egiptu                                                   | - 1970 Mahmud Fauzi 1972 - 1972 Aziz Sidki 1973 |
| Prezydent Ekwadoru                                               | - 1968 José María Velasco Ibarra 1972 - 1972 Guillermo Rodríguez 1976                                                                              |
| Cesarz Etiopii                                                   | - 1941 Hajle Syllasje 1974 |
| Premier Etiopii                                                  | - 1961 Aklilu Habte-Ueld 1974 |
| Przew. Komisji Europejskiej                                      | - 1970 Franco Maria Malfatti (Włochy) 1972 - 1972 Sicco Mansholt (Holandia) 1972                                                                   |
| Premier Fidżi                                                    | - 1970 Kamisese Mara 1987 |
| Prezydent Filipin                                                | - 1965 Ferdinand Marcos 1986 |
| Prezydent Finlandii                                              | - 1956 Urho Kekkonen 1981 |
| Premier Finlandii                                                | - 1971 Teuvo Aura 1972 - 1972 Rafael Paasio 1972 - 1972 Kalevi Sorsa 1975                                                                          |
| Prezydent Francji                                                | - 1969 Georges Pompidou 1974 |
| Premier Francji                                                  | - 1969 Jacques Chaban-Delmas 1972 - 1972 Pierre Messmer 1974                                                                                       |
| Prezydent Gabonu                                                 | - 1967 Omar Bongo 2009 |
| Premier Gabonu                                                   | - 1961 urząd zniesiony 1975 |
| Prezydent Gambii                                                 | - 1970 Dawda Kairaba Jawara 1994 |
| Prezydent Ghany                                                  | - 1970 Edward Akufo-Addo 1972 - 1972 Ignatius Kutu Acheampong 1978                                                                                 |
| Prezydent Górnej Wolty                                           | - 1966 Sangoulé Lamizana 1980 |
| Król Grecji                                                      | - 1964 Konstantyn II 1973 |
| Premier Grecji                                                   | - 1967 Jeorjos Papadopulos 1973 |
| Prezydent Gujany                                                 | - 1970 Arthur Chung 1980 |
| Premier Gujany                                                   | - 1964 Forbes Burnham 1980 |
| Prezydent Gwatemali                                              | - 1970 Carlos Manuel Arana Osorio 1974 |
| Prezydent Gwinei                                                 | - 1958 Ahmed Sekou Touré 1984 |
| Premier Gwinei                                                   | - 1972 Louis Lansana Beavogui 1984 |
| Prezydent Gwinei Równikowej                                      | - 1968 Francisco Macías Nguema 1979 |
| Prezydent Haiti                                                  | - 1971 Jean-Claude Duvalier 1986 |
| Regent Hiszpanii                                                 | - 1947 Francisco Franco 1975 |
| Premier Hiszpanii                                                | - 1939 Francisco Franco 1973 |
| Król Holandii                                                    | - 1948 Juliana 1980 |
| Premier Holandii                                                 | - 1971 Barend Biesheuvel 1973 |
| Prezydent Hondurasu                                              | - 1971 Ramón Ernesto Cruz Uclés 1972 - 1972 Oswaldo López Arellano (p.o.) 1975                                                                     |
| Szach Iranu                                                      | - 1941 Mohammad Reza Pahlawi 1979 |
| Premier Iranu                                                    | - 1965 Amir Abbas Howejda 1977 |
| Prezydent Iraku                                                  | - 1968 Ahmad Hasan al-Bakr 1979 |
| Premier Iraku                                                    | - 1968 Ahmad Hasan al-Bakr 1979 |
| Prezydent Indii                                                  | - 1969 Varahagiri Venkata Giri 1974 |
| Premier Indii                                                    | - 1966 Indira Gandhi 1977 |
| Prezydent Indonezji                                              | - 1967 Suharto 1998 |
| Prezydent Irlandii                                               | - 1959 Éamon de Valera 1973 |
| Premier Irlandii                                                 | - 1966 Jack Lynch 1973 |
| Prezydent Islandii                                               | - 1968 Kristján Eldjárn 1980 |
| Premier Islandii                                                 | - 1971 Ólafur Jóhannesson 1974 |
| Prezydent Izraela                                                | - 1963 Zalman Szazar 1973 |
| Premier Izraela                                                  | - 1969 Golda Meir 1974 |
| Premier Jamajki                                                  | - 1967 Hugh Shearer 1972 - 1972 Michael Manley 1980                                                                                                |
| Cesarz Japonii                                                   | - 1926 Hirohito 1989 |
| Premier Japonii                                                  | - 1964 Eisaku Satō 1972 - 1972 Kakuei Tanaka 1974                                                                                                  |
| Prezydent Jemenu Południowego                                    | - 1969 Salim Ali Rubai 1978 |
| Prezydent Jemenu Północnego                                      | - 1967 Abdul Rahman al-Iriani 1974 |
| Król Jordanii                                                    | - 1952 Husajn 1999 |
| Premier Jordanii                                                 | - 1971 Ahmad al-Lauzi 1973 |
| Prezydent Jugosławii                                             | - 1953 Josip Broz Tito 1980 |
| Premier Jugosławii                                               | - 1971 Džemal Bijedić 1977 |
| Prezydent Kamerunu                                               | - 1960 Ahmadou Ahidjo 1982 |
| Przywódca Ludowej Republiki Kampuczy                             | - 1972 Heng Samrin 1992 |
| Premier Kanady                                                   | - 1968 Pierre Trudeau 1979 |
| Emir Kataru                                                      | - 1971 Ahmad ibn Ali 1972 - 1972 Chalifa ibn Ahmad 1995                                                                                            |
| Premier Kataru                                                   | - 1971 Chalifa ibn Ahmad 1995 |
| Prezydent Kenii                                                  | - 1964 Jomo Kenyatta 1978 |
| Prezydent Republiki Khmerów                                      | - 1970 Cheng Heng 1972 - 1972 Lon Nol 1975 |
| Premier Republiki Khmerów                                        | - 1971 Sisowath Sirik Matak 1972 - 1972 Son Ngoc Thanh 1972 - 1972 Hang Thun Hak 1973                                                              |
| Prezydent Kolumbii                                               | - 1970 {{link-interwiki\|Misael Pastrana Borrero\|Q=Q728833}} 1974                                                                                 |
| Prezydent Konga                                                  | - 1969 Marien Ngouabi 1977 |
| Premier Konga                                                    | - 1969 urząd zniesiony 1973 |
| Patriarcha Konstantynopola                                       | - 1948 Atenagoras I 1972 - 1972 Dymitr I 1991 |
| Prezydent Korei Południowej                                      | - 1963 Park Chung-hee 1979 |
| Premier Korei Południowej                                        | - 1971 Kim Jong-pil 1975 |
| Prezydent KRLD                                                   | - 1972 Kim Il Sŏng 1994 |
| Premier KRLD                                                     | - 1948 Kim Il Sŏng 1972 - 1972 Kim Il 1976 |
| Prezydent Kostaryki                                              | - 1970 José Figueres Ferrer 1974 |
| Prezydent Kuby                                                   | - 1959 Osvaldo Dorticós Torrado 1976 |
| Premier Kuby                                                     | - 1959 Fidel Castro 1976 |
| Emir Kuwejtu                                                     | - 1965 Sabah III 1977 |
| Premier Kuwejtu                                                  | - 1965 Dżabir al-Ahmad al-Dżabir as-Sabah 1978 |
| Król Laosu                                                       | - 1959 Savang Vatthana 1975 |
| Król Lesotho                                                     | - 1966 Moshoeshoe II 1990 |
| Premier Lesotho                                                  | - 1965 Leabua Jonathan 1986 |
| Prezydent Libanu                                                 | - 1970 Sulajman Farandżijja 1976 |
| Premier Libanu                                                   | - 1970 Saëb Salam 1973 |
| Prezydent Liberii                                                | - 1971 William Tolbert Jr. 1980 |
| Przywódca Libii                                                  | - 1969 Mu’ammar al-Kaddafi 2011 |
| Premier Libii                                                    | - 1970 Mu’ammar al-Kaddafi 1972 - 1972 Abd as-Salam Dżallud 1977                                                                                   |
| Książę Liechtensteinu                                            | - 1938 Franciszek Józef II 1989 |
| Premier Liechtensteinu                                           | - 1970 Alfred Hilbe 1974 |
| Premier Litwyna emigracji                                        | - 1940 Stasys Lozoraitis 1983 |
| Wielki książę Luksemburga                                        | - 1964 Jan 2000 |
| Premier Luksemburga                                              | - 1959 Pierre Werner 1974 |
| Prezydent Madagaskaru                                            | - 1960 Philibert Tsiranana 1972 - 1972 Gabriel Ramanantsoa 1975                                                                                    |
| Premier Madagaskaru                                              | - 1972 Gabriel Ramanantsoa 1975 |
| Prezydent Malawi                                                 | - 1966 Hastings Kamuzu Banda 1994 |
| Prezydent Malediwów                                              | - 1968 Ibrahim Nasir 1978 |
| Król Malezji                                                     | - 1970 Tuanku Abdul Halim 1975 |
| Premier Malezji                                                  | - 1970 Tun Abdul Razak 1976 |
| Prezydent Mali                                                   | - 1968 Moussa Traoré 1991 |
| Premier Mali                                                     | - 1969 urząd zniesiony 1986 |
| Premier Malty                                                    | - 1971 Dom Mintoff 1984 |
| Król Maroka                                                      | - 1961 Hassan II 1999 |
| Premier Maroka                                                   | - 1971 Mohammed Karim Lamrani 1972 - 1972 Ahmed Osman 1979                                                                                         |
| Prezydent Mauretanii                                             | - 1960 Muchtar wuld Dadda 1978 |
| Premier Mauretanii                                               | - 1961 urząd zniesiony 1979 |
| Premier Mauritiusa                                               | - 1968 Seewoosagur Ramgoolam 1982 |
| Prezydent Meksyku                                                | - 1970 Luis Echeverría 1976 |
| Książę Monako                                                    | - 1949 Rainier III 2005 |
| Minister stanu Monako                                            | - 1969 François-Didier Gregh 1972 - 1972 André Saint-Mleux 1981                                                                                    |
| Przewodniczący Prezydium Wielkiego Churału Ludowego Mongolii     | - 1960 Dżamsrangijn Sambuu 1972 - 1972 Cagaanlamyn Dügersüren (p.o.) 1972 - 1972 Sonomyn Luwsan (p.o.) 1974                                        |
| Premier Mongolii                                                 | - 1952 Jumdżaagijn Cedenbal 1974 |
| Sekretarz generalny NATO                                         | - 1971 Joseph Luns (Holandia) 1984 |
| Prezydent Nauru                                                  | - 1968 Hammer DeRoburt 1976 |
| Król Nepalu                                                      | - 1955 Mahendra 1972 - 1972 Birendra 2001 |
| Premier Nepalu                                                   | - 1971 Kirti Nidhi Bista 1973 |
| Prezydent Niemiec                                                | - 1969 Gustav Heinemann 1974 |
| Kanclerz Niemiec                                                 | - 1969 Willy Brandt 1974 |
| Prezydent Nigru                                                  | - 1960 Hamani Diori 1974 |
| Prezydent Nigerii                                                | - 1966 Yakubu Gowon 1975 |
| Prezydent Nikaragui                                              | - 1967 Anastasio Somoza Debayle 1972 - 1972 junta 1974                                                                                             |
| Król Norwegii                                                    | - 1957 Olaf V 1991 |
| Premier Norwegii                                                 | - 1971 Trygve Bratteli 1972 - 1972 Lars Korvald 1973                                                                                               |
| Premier Nowej Zelandii                                           | - 1960 Keith Holyoake 1972 - 1972 Jack Marshall 1972 - 1972 Norman Kirk 1974                                                                       |
| Przewodniczący Rady Państwa NRD                                  | - 1960 Walter Ulbricht 1973 |
| Premier NRD                                                      | - 1964 Willi Stoph 1973 |
| Sułtan Omanu                                                     | - 1970 Kabus ibn Sa’id 2020 |
| Sekretarz generalny ONZ                                          | - 1972 Kurt Waldheim (Austria) 1981 |
| Prezydent Pakistanu                                              | - 1971 Zulfikar Ali Bhutto 1973 |
| Premier Pakistanu                                                | - 1971 wakat 1973 |
| Prezydent Panamy                                                 | - 1969 Demetrio Lakas Bahas 1978 |
| Wojskowy przywódca Panamy                                        | - 1968 Omar Torrijos 1981 |
| Papież                                                           | - 1963 Paweł VI 1978 |
| Prezydent Paragwaju                                              | - 1954 gen. Alfredo Stroessner 1989 |
| Prezydent Peru                                                   | - 1968 Juan Velasco Alvarado 1975 |
| Prezydent Południowej Afryki                                     | - 1968 Jacobus Fouché 1975 |
| Premier Południowej Afryki                                       | - 1966 Balthazar Vorster 1978 |
| Prezydent Portugalii                                             | - 1958 Américo Tomás 1974 |
| Premier Portugalii                                               | - 1968 Marcelo Caetano 1974 |
| Sekretarz generalny Rady Europy                                  | - 1969 Lujo Tončić-Sorinj (Austria) 1974 |
| Prezydent Republiki Środkowoafrykańskiej                         | - 1966 Jean-Bédel Bokassa 1976 |
| Premier Republiki Środkowoafrykańskiej                           | - 1960 urząd zniesiony 1975 |
| Prezydent Rodezji                                                | - 1970 Clifford Walter Dupont 1975 |
| Premier Rodezji                                                  | - 1965 Ian Smith 1979 |
| Prezydent Rumunii                                                | - 1967 Nicolae Ceaușescu 1989 |
| Premier Rumunii                                                  | - 1961 Ion Gheorghe Maurer 1974 |
| Prezydent Rwandy                                                 | - 1962 Grégoire Kayibanda 1973 |
| Prezydent Salwadoru                                              | - 1967 Fidel Sánchez Hernández 1972 - 1972 Arturo Armando Molina 1977                                                                              |
| O le Ao o le Malo Samoa                                          | - 1962 Malietoa Tanumafili II 2007 |
| Premier Samoa                                                    | - 1970 Tupua Tamasese Lealofi IV 1973 |
| Kapitanowie regenci San Marino                                   | - 1971 Federico Carattoni Marino Vagnetti 1972 - 1972 Marino Benedetto Belluzzi Giuseppe Micheloni 1972 - 1972 Rosolino Martelli Bruno Casali 1973 |
| Sekretarz Stanu do spraw Politycznych i Zagranicznych San Marino | - 1957 Federico Bigi 1972 - 1972 Giancarlo Ghironzi 1973                                                                                           |
| Prezydent Senegalu                                               | - 1960 Léopold Sédar Senghor 1980 |
| Premier Senegalu                                                 | - 1970 Abdou Diouf 1980 |
| Prezydent Sierra Leone                                           | - 1971 Siaka Stevens 1985 |
| Prezydent Singapuru                                              | - 1971 Benjamin Sheares 1981 |
| Premier Singapuru                                                | - 1965 Lee Kuan Yew 1990 |
| Prezydent Somalii                                                | - 1969 Mohammed Siad Barre 1991 |
| Premier Somalii                                                  | - 1970 urząd zniesiony 1987 |
| Prezydent Sri Lanki                                              | - 1972 William Gopallawa 1978 |
| Premier Sri Lanki                                                | - 1970 Sirimavo Bandaranaike 1977 |
| Król Suazi                                                       | - 1968 Sobhuza II 1982 |
| Premier Suazi                                                    | - 1967 Makhosini Dlamini 1976 |
| Prezydent Sudanu                                                 | - 1969 Dżafar Muhammad an-Numajri 1985 |
| Premier Sudanu                                                   | - 1969 Dżafar Muhammad an-Numajri 1976 |
| Prezydent Syrii                                                  | - 1971 Hafiz al-Asad 2000 |
| Premier Syrii                                                    | - 1971 Abd ar-Rahman Chulajfawi 1972 - 1972 Mahmud al-Ajjubi 1976                                                                                  |
| Prezydent Szwajcarii                                             | - 1972 Nello Celio 1972 |
| Król Szwecji                                                     | - 1950 Gustaw VI Adolf 1973 |
| Premier Szwecji                                                  | - 1969 Olof Palme 1976 |
| Król Tajlandii                                                   | - 1946 Bhumibol Adulyadej 2016 |
| Premier Tajlandii                                                | - 1963 Thanom Kittikachorn 1973 |
| Prezydent Tajwanu                                                | - 1950 Czang Kaj-szek 1975 |
| Prezydent Tanzanii                                               | - 1964 Julius Nyerere 1985 |
| Premier Tanzanii                                                 | - 1972 Rashidi Kawawa 1977 |
| Prezydent Togo                                                   | - 1967 Gnassingbé Eyadéma 2005 |
| Premier Togo                                                     | - 1961 urząd zniesiony 1991 |
| Król Tonga                                                       | - 1965 Taufaʻahau Tupou IV 2006 |
| Premier Tonga                                                    | - 1965 Sione Ngū Manumataongo Uelingatoni 1991 |
| Premier Trynidadu i Tobago                                       | - 1962 Eric Williams 1981 |
| Prezydent Tunezji                                                | - 1957 Habib Burgiba 1987 |
| Premier Tunezji                                                  | - 1970 Al-Hadi Nuwajra 1980 |
| Prezydent Turcji                                                 | - 1966 Cevdet Sunay 1973 |
| Premier Turcji                                                   | - 1971 Nihat Erim 1972 - 1972 Ferit Melen 1973 |
| Prezydent Ugandy                                                 | - 1971 Idi Amin 1979 |
| Premier Ugandy                                                   | - 1966 urząd zniesiony 1980 |
| Prezydent Urugwaju                                               | - 1967 Jorge Pacheco Areco 1972 - 1972 Juan María Bordaberry 1976                                                                                  |
| Prezydent USA                                                    | - 1969 Richard Nixon 1974 |
| Prezydent Wenezueli                                              | - 1969 Rafael Caldera 1974 |
| Prezydent Węgier                                                 | - 1967 Pál Losonczi 1987 |
| Premier Węgier                                                   | - 1967 Jenő Fock 1975 |
| Monarcha Wielkiej Brytanii                                       | - 1952 Elżbieta II 2022 |
| Premier Wielkiej Brytanii                                        | - 1970 Edward Heath 1974 |
| Prezydent Wietnamu Północnego                                    | - 1969 Tôn Đức Thắng 1976 |
| Premier Wietnamu Północnego                                      | - 1955 Phạm Văn Đồng 1976 |
| Prezydent Wietnamu Południowego                                  | - 1965 Nguyễn Văn Thiệu 1975 |
| Premier Wietnamu Południowego                                    | - 1969 Trần Thiện Khiêm 1975 |
| Prezydent Włoch                                                  | - 1971 Giovanni Leone 1978 |
| Premier Włoch                                                    | - 1970 Emilio Colombo 1972 - 1972 Giulio Andreotti 1973                                                                                            |
| Prezydent WKS                                                    | - 1960 Félix Houphouët-Boigny 1993 |
| Premier WKS                                                      | - 1960 urząd zniesiony 1990 |
| Prezydent Zambii                                                 | - 1964 Kenneth Kaunda 1991 |
| Prezydent Zairu                                                  | - 1971 Mobutu Sese Seko 1997 |
| Prezydent ZEA                                                    | - 1971 Zajid ibn Sultan Al Nahajjan 2004 |
| Premier ZEA                                                      | - 1971 Maktum ibn Raszid al-Maktum 1979 |
| Przywódca ZSRR                                                   | - 1964 Leonid Breżniew 1982 |
| Premier ZSRR                                                     | - 1964 Aleksiej Kosygin 1980 |

Rok 1972 / MCMLXXII
stulecia: XIX wiek ~
XX wiek ~
XXI wiek

dziesięciolecia:
1940–1949 •
1950–1959 •
1960–1969 •
1970–1979
• 1980–1989
• 1990–1999
• 2000–2009

lata: 1962 «
1967 «
1968 «
1969 «
1970 «
1971 «
1972
» 1973
» 1974
» 1975
» 1976
» 1977
» 1982

## Wydarzenia w Polsce
- 1 stycznia:
  - otwarcie granicy między Polską a NRD.
  - powstanie Zespołów Filmowych: Panorama, „Pryzmat”, Silesia oraz X.
- 4 stycznia – odbyła się premiera filmu Trzecia część nocy.
- 5 stycznia – władze PRL uznały państwo Bangladesz.
- 6 stycznia:
  - narada w Komitecie Centralnym PZPR na temat przyspieszenia inwestycji przemysłowych. Apel do robotników o podjęcie dodatkowej pracy.
  - w Dąbrowie Górniczej aresztowano seryjnego mordercę Zdzisława Marchwickiego, zwanego „Wampirem z Zagłębia”.
- 8 stycznia – uchwałą Rady Ministrów zamrożono ceny detaliczne na artykuły żywnościowe i część przemysłowych.
- 9 stycznia – premiera 1. odcinka serialu Podróż za jeden uśmiech.
- 22 stycznia – w Łodzi otwarto Muzeum Polskiej Wojskowej Służby Zdrowia.
- 27 stycznia – premiera filmu Kazimierza Kutza pt. Perła w koronie.
- 1 lutego – powstał Teatr Studio pod dyrekcją Józefa Szajny.
- 3 lutego – zjazd ZLP w Łodzi. W obecności ministra Stanisława Wrońskiego ponownie wybrano Jarosława Iwaszkiewicza na przewodniczącego Związku (kontrkandydat: Igor Newerly).
- 15 lutego – Sąd Wojewódzki w Warszawie skazał na karę pozbawienia wolności 9 oficerów MSW oskarżonych o udział w tzw. aferze „Zalew”.
- 17 lutego – ukazał się pierwszy numer „Literatury” pod redakcją Jerzego Putramenta.
- 20 lutego – premiera serialu Samochodzik i templariusze.
- 21 lutego – zapowiedź budowy pierwszej elektrowni atomowej, „najprawdopodobniej na północy kraju”. Planowany termin zakończenia budowy: 1980–82.
- 22 lutego – 17 osób zginęło w wyniku eksplozji w Zakładach Ziemniaczanych w Luboniu.
- 25 lutego – premiera filmu Agent nr 1.
- 6 marca – podpisano umowę między ZSRR a Polską, dotyczącą warunków budowy huty „Katowice”.
- 19 marca – wybory do Sejmu VI kadencji. Front Jedności Narodu jako jedyny zgłosił listę wyborczą i uzyskał 99,53% ważnych głosów.
- 21 marca – premiera filmu Brylanty pani Zuzy w reżyserii Pawła Komorowskiego.
- 22 marca – milicja zlikwidowała zbudowaną kaplicę w Zbroszy Dużej. Natychmiastowa reakcja kardynała Stefana Wyszyńskiego.: „Nie przestaniemy ufać, że w Ojczyźnie przyjdą dni, gdy już takich zniewag nie będzie”.
- 28–29 marca – inauguracyjna sesja Sejmu nowej kadencji.
- 29 marca – został powołany drugi rząd Piotra Jaroszewicza.
- 7 kwietnia – premiera filmu Zaraza.
- 10 kwietnia – generał Stanisław Skalski, najlepszy polski as myśliwski z okresu II wojny światowej, został na własną prośbę przeniesiony do rezerwy.
- 15 kwietnia – rozpoczęto budowę Huty Katowice.
- 1 maja – weszła w życie Karta Praw i Obowiązków Nauczyciela.
- 2 maja – wizyta 33-osobowej reprezentacji twórców i działaczy kultury u Edwarda Gierka. I sekretarzowi przekazano wyrazy uznania środowiska za „niezwykle pozytywny klimat dla wszelkiego rodzaju inicjatyw i poszukiwań twórczych”.
- 5 maja – premiera osnutego na wątkach autobiograficznych filmu Tadeusza Konwickiego Jak daleko stąd, jak blisko.
- 6 maja – Mieczysław Moczar został odwołany ze stanowiska prezesa Związku Bojowników o Wolność i Demokrację. Nowym prezesem został Stanisław Wroński.
- 9–12 maja – rozmowy gospodarcze między przedstawicielami Polski i Wielkiej Brytanii.
- 10–11 maja – V Plenum KC PZPR. Głównym tematem była polityka mieszkaniowa. Z przemówienia Edwarda Gierka: „Idzie o wielką sprawę – o to, aby w okresie życia jednego pokolenia zbudować drugą Polskę”.
- 15 maja – obniżka cen niektórych artykułów.
- 21 maja – założono Warmińsko-Mazurskie Muzeum Pożarnictwa w Lidzbarku.
- 31 maja–1 czerwca – wizyta prezydenta USA Richarda Nixona w Warszawie.
- 3 czerwca – w katastrofie kolejowej pod Bydgoszczą zginęło 12 osób, a 26 zostało rannych.
- 6 czerwca – „Hair” Marka Piwowskiego laureatem filmów krótkometrażowych w Krakowie.
- 8 czerwca – Sejm PRL powołał gen. dyw. Mieczysława Grudnia na stanowisko ministra do spraw kombatantów.
- 15 czerwca – Edward Gierek spotkał się oficjalnie z Bolesławem Piaseckim i innymi przedstawicielami Stowarzyszenia „Pax”.
- 16 czerwca – Zygmunt Garbacki i Marian Wojtasik, zabójcy pisarza i posła na Sejm PRL Jana Gerharda, zostali skazani na karę śmierci.
- 19–23 czerwca – z oficjalną wizytą przybył do Warszawy prezydent Jugosławii Josip Broz Tito.
- 24 czerwca – na górze Czcibor koło Cedyni odsłonięto Pomnik Polskiego Zwycięstwa nad Odrą.
- 26 czerwca:
  - FSO rozpoczęła produkcję modelu Syrena 105.
  - papież Paweł VI ustanowił nowe diecezje i metropolie na Ziemiach Odzyskanych.
- 28 czerwca – w wyniku negocjacji pomiędzy władzami PRL i Stolicą Apostolską, papież Paweł VI wydał bullę Episcoporum Poloniae coetus, która normalizowała stosunki prawne między PRL a Watykanem oraz ustalała nowy kościelny podział administracyjny na Ziemiach Odzyskanych.
- 5-8 lipca – z oficjalną wizytą przybył do Warszawy sekretarz generalny ONZ Kurt Waldheim.
- 19 lipca:
  - informacja prasowa o odkryciu bogatych złóż węgla kamiennego na Lubelszczyźnie.
  - Browary Warszawskie rozpoczęły produkcję licencyjnej Coca-Coli.
- 20 lipca – apel intelektualistów polskich w sprawie zaprzestania wojny w Wietnamie.
- 1 sierpnia – zakup licencji francuskiego autobusu „Berliet PR100”.
- 21 sierpnia – produkcję samochodu Syrena przeniesiono z Warszawy do Fabryki Samochodów Małolitrażowych (FSM) w Bielsku-Białej.
- 29 sierpnia – premiera filmu Dziewczyny do wzięcia.
- 3 września – założono Ogólnokształcące Liceum Lotnicze im. F. Żwirki i S. Wigury w Dęblinie.
- 8 września – Sąd Wojewódzki w Opolu ogłosił wyroki skazujące w sprawie braci Kowalczyków, oskarżonych o wysadzenie auli Wyższej Szkoły Pedagogicznej w Opolu.
- 14 września – nawiązanie stosunków dyplomatycznych między Polską a RFN. Ambasadorami zostali Wacław Piątkowski i Gerhard Ritzel.
- 15 września – premiera filmu Ocalenie.
- 16–17 września – po raz pierwszy w Warszawie zorganizowano święto „Trybuny Ludu”; wielki kiermasz przed Pałacem Kultury, festyny i okolicznościowe występy artystów scen polskich.
- 19–22 września – rozmowy gospodarcze między Polską a Francją, poprzedzające wizytę Edwarda Gierka w Paryżu.
- 25 września – pierwsza „Warszawska Jesień Poezji” z udziałem 50 amatorów.
- 27 września – tematem VI Plenum KC PZPR była reorganizacja władz terenowych.
- 6 października – premiera filmu Bolesław Śmiały.
- 15 października – informacja o nowej strukturze organizacji kościelnej na Ziemiach Zachodnich i Północnych.
- 17 października – premiera filmu Poślizg.
- 19 października – Sejm przyjął uchwałę o perspektywicznym planie budownictwa mieszkaniowego.
- 22 października – w katedrze koszalińskiej odbył się ingres biskupa Ignacego Jeża.
- 25 października – przewodniczącym Komitetu ds. Radia i Telewizji został Maciej Szczepański. Jego poprzednik Włodzimierz Sokorski – minister kultury i sztuki w czasach stalinowskich – przeszedł na emeryturę.
- 31 października – decyzja polityczna w sprawie stabilizacji cen detalicznych na podstawowe artykuły żywnościowe.
- 1 listopada – w związku z planowanym podziałem kraju na 49 województw utworzono eksperymentalny, największy w Polsce (2909 km²) powiat bieszczadzki ze stolicą w Lesku.
- 16 listopada – tragiczny wypadek w kopalni „Lenin”: 7 górników zginęło.
- 17 listopada – Ministerstwo Łączności wydało rozporządzenie o wprowadzeniu od 1 stycznia 1973 roku systemu kodów pocztowych.
- 26 listopada – premiera pierwszego odcinka serialu Chłopi.
- 29 listopada – Sejm uchwalił reformę władz terenowych. Zlikwidowano 4 tys. gromad i osiedli wprowadzając na ich miejsce gminy, które istniały do 1954 r. Na czele każdej z 2 tys. gmin miał stanąć naczelnik, podlegający wyższym organom administracji państwowej.
- 2 grudnia – otwarto muzeum w dworku Wincentego Pola w Lublinie.
- 10 grudnia – premiera filmu Trzeba zabić tę miłość.
- 19 grudnia – premiera filmu Anatomia miłości.
- 16 grudnia – w Gdańsku Oliwie oddana do użytku została hala Olivia.
- W Lądku-Zdroju założone zostało arboretum.
- Zakończono budowę Jeziora Nyskiego.

## Wydarzenia na świecie
- 1 stycznia – Luksemburg objął prezydencję w Radzie Unii Europejskiej.
- 5 stycznia:
  - prezydent USA Richard Nixon ogłosił rozpoczęcie programu załogowych lotów kosmicznych, przy użyciu wahadłowców.
  - Władimir Bukowski został skazany na siedem lat więzienia za działalność antyradziecką.
- 7 stycznia:
  - na zakończenie dwudniowego szczytu w San Clemente w Kalifornii prezydent Richard Nixon i premier Eisaku Sato wydali wspólne oświadczenie przewidujące zwrot Okinawy Japonii 15 maja 1972 roku.
  - w katastrofie hiszpańskiego samolotu Sud Aviation Caravelle w górach na Ibizie zginęły 104 osoby.
- 8 stycznia – Pakistan uwolnił bengalskiego przywódcę niepodległościowego Mujibura Rahmana.
- 9 stycznia – w porcie w Hongkongu spłonął brytyjski liniowiec pasażerski RMS „Queen Elizabeth”, od czasu sprzedaży w 1969 roku używany tam jako pływający uniwersytet.
- 11 stycznia – Pakistan Wschodni zmienił nazwę na Bangladesz.
- 12 stycznia – Sheikh Mujibur Rahman został premierem Bangladeszu.
- 13 stycznia:
  - Richard Nixon zapowiedział ewakuację wojsk USA z Wietnamu.
  - w wyniku wojskowego zamachu stanu władzę w Ghanie przejął generał Ignatius Kutu Acheampong.
- 14 stycznia – na duński tron wstąpiła Małgorzata II.
- 15 stycznia – we Włoszech rozwiązano rząd Emilio Colombo.
- 17 stycznia – przyjęta została flaga Bangladeszu.
- 21 stycznia – utworzono indyjskie stany Manipur i Tripura.
- 22 stycznia:
  - w Manili spłonęło lotnisko, zginęło osiem osób.
  - w Brukseli podpisano traktat o przystąpieniu Danii, Irlandii i Wielkiej Brytanii do Wspólnoty Europejskiej w dniu 1 stycznia 1973 roku.
- 24 stycznia – w dżungli na Guam znaleziono japońskiego żołnierza Shoichi Yokoi, ukrywającego się od czasu zajęcia wyspy przez wojska amerykańskie w 1944 roku.
- 26 stycznia – 27 osób zginęło w wyniku dokonanego przez chorwackich nacjonalistów zamachu bombowego na jugosłowiański samolot McDonnell Douglas DC-9 nad Czechosłowacją. Katastrofę cudem przeżyła stewardesa Vesna Vulović, która spadła z wysokości ponad 10 km.
- 27 stycznia – w Paryżu ukazał się ostatni numer dziennika „Paris Jour”.
- 28 stycznia – został zaprezentowany Renault 5.
- 30 stycznia:
  - tzw. krwawa niedziela; w Londonderry w Irlandii Północnej żołnierze brytyjscy z 1 Regimentu Spadochroniarzy zabili 14 uczestników marszu protestacyjnego przeciwko prawu umożliwiającemu internowanie każdego Irlandczyka podejrzanego o terroryzm.
  - Pakistan wystąpił ze Wspólnoty Narodów w związku z zamiarem uznania Bangladeszu przez rząd brytyjski.
- 31 stycznia:
  - Birendra został królem Nepalu.
  - austriacki narciarz alpejski Karl Schranz, po występie w reklamie, został wykluczony z udziału w zbliżających się Igrzyskach Olimpijskich w japońskim Sapporo.
- 2 lutego – ambasada brytyjska w Dublinie została zniszczona przez rozwścieczony tłum po wydarzeniach krwawej niedzieli w Derry.
- 3 lutego – nagły atak zimy w Iranie spowodował w dniach 3-9 lutego śmierć około 4 tys. osób.
- 7 lutego – Jack Marshall został premierem Nowej Zelandii.
- 11 lutego:
  - emirat Ras al-Chajma został przyłączony do Zjednoczonych Emiratów Arabskich.
  - na Zimowych Igrzyskach Olimpijskich w japońskim Sapporo skoczek narciarski Wojciech Fortuna zdobył dla Polski pierwszy złoty medal olimpijski w sportach zimowych.
- 14 lutego:
  - została wystrzelona radziecka sonda księżycowa Łuna 20.
  - Chińska Republika Ludowa i Meksyk nawiązały stosunki dyplomatyczne.
  - odkryto diament Gwiazda Sierra Leone o masie 968,9 karata.
- 15 lutego – Mu’ammar al-Kaddafi zamyka cmentarz chrześcijański w Trypolisie, dwadzieścia tysięcy grobów zostaje przeniesionych do Bari we Włoszech.
- 17 lutego:
  - Giulio Andreotti został premierem Włoch.
  - Izba Gmin przyjęła protokół przystąpienia Wielkiej Brytanii do EWG.
  - VW Garbus wyprzedził Forda Model T w ilości wyprodukowanych egzemplarzy.
- 21 lutego:
  - prezydent USA Richard Nixon rozpoczął wizytę w Chinach.
  - radziecka sonda Łuna 20 wylądowała na Księżycu.
- 22 lutego:
  - 7 osób zginęło w bazie spadochroniarzy w Aldershot w zamachu bombowym dokonanym przez IRA.
  - szejk Chalifa ibn Ahmad Al Sani, wiceemir i premier Kataru, odsunął swego kuzyna emira szejka Ahmada, przejmując pełnię władzy w kraju.
- 23 lutego – w Dahomeju (obecnie Benin) doszło do nieudanej próby wojskowego zamachu stanu i obalenia prezydenta Huberta Magi.
- 25 lutego – radziecka sonda Łuna 20 po pobraniu 55 gramów gruntu księżycowego powróciła na Ziemię.
- 26 lutego – w wyniku przerwania zapory na kopalnianym zbiorniku w hrabstwie Logan w amerykańskim stanie Wirginia Zachodnia zginęło 125 osób, 1121 zostało rannych, a ponad 4000 straciło dach nad głową.
- 28 lutego – zakończyła się tygodniowa wizyta Richarda Nixona w Chinach.
- 1 marca – Juan María Bordaberry został prezydentem Urugwaju.
- 2 marca:
  - NASA wystrzeliła sondę Pioneer 10 (pierwsza misja kosmiczna poza pas planetoid i Układ Słoneczny). Na jej pokładzie umieszczono przekaz ludzkości do kosmicznych istot pozaziemskich, tzw. Płytkę Pioneera.
  - na Cyprze rozpoczął się kryzys kościelny, spowodowany konfliktem między zwierzchnikiem Cypryjskiego Kościoła Prawosławnego, arcybiskupem Makariosem III a metropolitami Pafos, Kition i Kirenii, którzy wypowiedzieli mu posłuszeństwo, zarzucając mu bezprawne łączenie kościelnej godności z funkcją prezydenta Cypru.
  - Michael Manley został premierem Jamajki.
- 3 marca – 16 osób zginęło w katastrofie samolotu Fairchild-Hiller w Albany w stanie Nowy Jork.
- 10 marca – marszałek Lon Nol rozwiązał parlament i przejął pełnię władzy w Kambodży.
- 12 marca – ostatnie wojska indyjskie opuściły Bangladesz.
- 14 marca – 112 osób zginęło w górach w okolicy miasta Kalba w Zjednoczonych Emiratach Arabskich w katastrofie należącego do duńskich linii Sterling Airways samolotu Sud Aviation Caravelle.
- 15 marca:
  - w pobliżu Shariah w Zjednoczonych Emiratach Arabskich rozbił się duński samolot, zginęło 112 osób.
  - premiera filmu w reżyserii Franciska Forda Coppoli opartego na książce włoskiego pisarza Maria Puzo Ojciec chrzestny (ang. The Godfather).
- 19 marca:
  - Indie i Bangladesz zawarły 25-letni traktat przyjaźni, współpracy i pokoju.
  - samolot DC-9 linii EgyptAir rozbił się w górach podczas pochodzenia do lądowania w Adenie (Jemen); zginęło wszystkich 30 osób na pokładzie.
- 20 marca:
  - w wyniku przeprowadzonego przez Tymczasową IRA zamachu bombowego w Belfaście zginęło 7 osób, a 148 zostało rannych.
  - królowa brytyjska Elżbieta II otwarła Port lotniczy Mahé na Seszelach.
  - premiera filmu Solaris w reżyserii Andrieja Tarkowskiego wg powieści pod tym samym tytułem Stanisława Lema.
- 24 marca – brytyjski rząd wprowadził bezpośrednie rządy w Irlandii Północnej, zawieszając lokalny parlament.
- 25 marca – w Edynburgu odbył się 17. Konkurs Piosenki Eurowizji.
- 27 marca:
  - w kierunku Wenus wystrzelono radziecką sondę badawczą Wenera 8.
  - w stolicy Etiopii Addis Abebie podpisano porozumienie kończące trwającą od 17 lat wojnę domową w Sudanie.
- 1 kwietnia – w Nigerii zniesiono ruch lewostronny.
- 10 kwietnia:
  - podpisano Konwencję o broni biologicznej.
  - w wyniku trzęsienia ziemi o sile 7,1 stopnia w skali Richtera w południowym Iranie zginęło ponad 5 tys. osób.
  - odbyła się 44. ceremonia wręczenia Oscarów.
- 16 kwietnia – rozpoczęła się załogowa misja księżycowa Apollo 16.
- 18 kwietnia – w Japonii założono Roland Corporation.
- 21 kwietnia – lądownik statku Apollo 16 z astronautami Johnem Youngiem i Charlesem Duke’iem wylądował na Księżycu.
- 24 kwietnia – w uroczystościach z okazji 40 rocznicy powstania Koreańskiej Armii Ludowo-Rewolucyjnej udział wzięła polska delegacja rządowa z wiceministrem obrony narodowej gen. dyw. Tadeuszem Tuczapskim.
- 26 kwietnia – Louis Lansana Beavogui został premierem Gwinei.
- 27 kwietnia – zakończyła się załogowa misja księżycowa Apollo 16.
- 1 maja – w Liberii zniesiono południkową strefę czasową UTC-00:44.
- 2 maja – 91 górników zginęło w wyniku pożaru w kopalni węgla kamiennego położonej między miastami Kellogg i Wallace w amerykańskim stanie Idaho.
- 5 maja – 115 osób zginęło w katastrofie samolotu DC-8, lecącego z Palermo do Rzymu.
- 8 maja:
  - prezydent USA Richard Nixon ogłosił blokadę morską Północnego Wietnamu.
  - palestyńska organizacja, uznawana za terrorystyczną, o nazwie „Czarny Wrzesień” porwała w Wiedniu, należący do linii Sabena, samolot pasażerski Boeing 707, który uprowadziła na lotnisko Lod koło Tel Awiwu.
- 14 maja – przed Teatrem Miejskim w Kownie 19-letni Romas Kalanta dokonał samospalenia w proteście przeciwko radzieckiej okupacji Litwy.
- 15 maja – USA zwróciły Japonii wyspy Riukiu.
- 17 maja – trzy tygodnie po złożeniu dymisji przez kanclerza Willy’ego Brandta Bundestag ratyfikował wynegocjowany przezeń układ PRL-RFN i analogiczny traktat zawarty z ZSRR.
- 21 maja – Pietà watykańska autorstwa Michała Anioła została uszkodzona młotkiem przez szaleńca. Przy rekonstrukcji rzeźby wzorowano się na kopii z poznańskiego kościoła Matki Boskiej Bolesnej.
- 22 maja:
  - Richard Nixon jako pierwszy amerykański prezydent przybył do Moskwy.
  - Sri Lanka została proklamowana republiką, zmieniając jednocześnie nazwę kraju (z Cejlonu).
- 24 maja – Frakcja Czerwonej Armii dokonała w Heidelbergu zamachu na kwaterę główną armii amerykańskiej w Europie. Zginęło 3 żołnierzy, 5 zostało rannych.
- 26 maja:
  - USA i ZSRR zawarły w Moskwie układ tzw. SALT I o ograniczeniu systemów obrony przeciwrakietowej na czas nieograniczony.
  - otwarto Stadion Olimpijski w Monachium.
- 30 maja – terroryści z Japońskiej Armii Czerwonej dokonali masakry na lotnisku pod Tel Awiwem; zginęło 26 osób, 78 zostało rannych.
- 1 czerwca:
  - prezydent Saddam Husajn rozpoczął proces nacjonalizacji zachodnich firm paliwowych, które do tej pory miały monopol w Iraku.
  - we Frankfurcie nad Menem zostali aresztowani terroryści z Frakcji Czerwonej Armii: Andreas Baader, Holger Meins i Jan-Carl Raspe.
- 3 czerwca – w Bonn dokonano wymiany dokumentów ratyfikacyjnych układu pomiędzy PRL a RFN.
- 6 czerwca – ukazał się album Davida Bowiego The Rise and Fall of Ziggy Stardust and the Spiders from Mars, który uważany jest za początek epoki glam rocka.
- 8 czerwca – wojna wietnamska: fotoreporter Associated Press Nick Ut wykonał słynne zdjęcie poparzonej napalmem 9-letniej Wietnamki Phan Thị Kim Phúc.
- 9 czerwca – ponad 250 osób zginęło w wyniku powodzi w Rapid City w Dakocie Południowej.
- 14 czerwca:
  - 86 osób zginęło w katastrofie japońskiego samolotu DC-8 pod Nowym Delhi.
  - w Belgii rozpoczął się turniej finałowy 4. piłkarskich mistrzostw Europy.
- 15 czerwca – została aresztowana Ulrike Meinhof, przywódczyni niemieckiej terrorystycznej organizacji Frakcja Czerwonej Armii.
- 17 czerwca – afera Watergate: w Waszyngtonie aresztowano pięć osób podejrzanych o dokonanie włamania do siedziby Komitetu Wyborczego Partii Demokratycznej.
- 18 czerwca – katastrofy samolotów pasażerskich w Wielkiej Brytanii (118 zabitych) i w ZSRR (122 zabitych).
- 20 czerwca – założono klub piłkarski FC Amsterdam.
- 27 czerwca – zostało założone produkujące gry elektroniczne amerykańskie przedsiębiorstwo Atari.
- 28 czerwca – papież Paweł VI wydał bullę Episcoporum Poloniae coetus, która normalizowała stosunki prawne między PRL a Watykanem oraz ustalała nowy kościelny podział administracyjny na Ziemiach Odzyskanych.
- 30 czerwca – po raz pierwszy doba została przedłużona o sekundę przestępną. W wyniku dodania sekundy przestępnej doba po raz pierwszy trwała 86.401 sekund.
- 1 lipca:
  - Holandia objęła prezydencję w Radzie Unii Europejskiej
  - prezydent Stanów Zjednoczonych Richard Nixon podpisał dekret wykonawczy (ang. executive order) powołujący do życia agencję federalną do zwalczania przestępstw dot. alkoholu, tytoniu i broni palnej, Bureau of Alcohol, Tobacco and Firearms (Biuro ds. Alkoholu, Tytoniu i Broni Palnej), która zawitała do języka codziennego, kultury i folkloru zwięźle jako „the ATF”, nawet po uzupełnieniu jej nazwy-wyliczanki w erze zamachów bombowych dodatkiem „Explosives” (Materiałów Wybuchowych).
- 2 lipca – Indie i Pakistan podpisały porozumienie w mieście Simla wytyczające nową linię demarkacyjną w Kaszmirze.
- 6 lipca – Pierre Messmer został premierem Francji.
- 11 lipca – w Reykjavíku rozpoczął się mecz o szachowe mistrzostwo świata między obrońcą tytułu Borisem Spasskim z ZSRR a Amerykaninem Bobbym Fischerem.
- 14 lipca:
  - założono norweski koncern naftowy Statoil.
  - ZSRR przeprowadził podziemną próbę atomową.
- 21 lipca – w wyniku wybuchu 22 bomb podłożonych w Belfaście przez IRA zginęło 9 osób, ponad 130 odniosło rany.
- 22 lipca – radziecka sonda Wenera 8 wylądowała na Wenus.
- 23 lipca – wystrzelono satelitę Landsat 1.
- 31 lipca – 9 osób zginęło, 30 zostało rannych w eksplozji trzech samochodów-pułapek w Claudy (Irlandia Północna).
- 12 sierpnia – ostatni amerykański oddział wojskowy opuszcza Wietnam. Skończyło się militarne zaangażowanie USA w wojnę wietnamską.
- 14 sierpnia – w katastrofie Iła-62 pod Berlinem Wschodnim zginęło 156 osób.
- 16 sierpnia:
  - marokańskie myśliwce nieskutecznie usiłowały zestrzelić samolot wracającego z Francji króla Hasana II. Następnego dnia minister obrony gen. Mohammed Oufkir, stojący na czele spisku mającego wprowadzić w kraju rządy republikańskie, popełnił samobójstwo.
  - została przyjęta flaga Luksemburga.
- 22 sierpnia – z powodu prowadzenia rasistowskiej polityki Rodezja (ob. Zimbabwe) została wykluczona przez MKOl z udziału w Igrzyskach Olimpijskich w Monachium.
- 25 sierpnia – w Grecji wykonano ostatni wyrok śmierci za morderstwo.
- 26 sierpnia:
  - otwarcie XX Letnich Igrzysk Olimpijskich w Monachium.
  - w Bratysławie otwarto Nowy Most nad Dunajem.
- 27 sierpnia – powstał HRT2 – drugi telewizyjny program w Chorwacji.
- 31 sierpnia – w katastrofie Iła-18 pod Magnitogorskiem zginęło 101 osób.
- 1 września – w Reykjavíku zakończył się szachowy „mecz stulecia” o mistrzostwo świata, w którym Amerykanin Bobby Fischer pokonał Borysa Spasskiego z ZSRR.
- 5 września – palestyńska organizacja uznawana za terrorystyczną o nazwie „Czarny Wrzesień” wzięła 11 sportowców izraelskich jako zakładników podczas Igrzysk Olimpijskich w Monachium – od tego właśnie wydarzenia zaobserwować można tworzenie przez takie państwa jak Izrael, Wielka Brytania czy Stany Zjednoczone, specjalnych jednostek do zwalczania terroryzmu.
- 9 września:
  - na salonie motoryzacyjnym w Turynie odbyła się oficjalna prezentacja Fiata 126.
  - na igrzyskach w Monachium Władysław Komar zdobył złoty medal w pchnięciu kulą.
- 10 września – reprezentacja Polski w piłce nożnej pod wodzą Kazimierza Górskiego zdobyła złoty medal na igrzyskach olimpijskich w Monachium.
- 11 września – zakończyły się XX Letnie Igrzyska Olimpijskie w Monachium.
- 17 września – w USA wyemitowano pierwszy odcinek serialu M*A*S*H.
- 19 września – izraelski dyplomata Ami Sachori zginął w ambasadzie w Londynie w wyniku wybuchu bomby umieszczonej w liście.
- 20 września – Bundestag został rozwiązany po porażce kanclerza Willy’ego Brandta w głosowaniu nad wotum zaufania.
- 21 września – prezydent Filipin Ferdinand Marcos wprowadził w kraju stan wojenny, który obowiązywał przez 9 lat.
- 25 września – Norwegowie w referendum wypowiedzieli się przeciwko przystąpieniu do Wspólnoty Europejskiej.
- 29 września – Japonia nawiązała stosunki dyplomatyczne z Chińską Republiką Ludową.
- 30 września – w Szwecji otwarto Most Olandzki.
- 2 października:
  - Duńczycy opowiedzieli się w referendum za przystąpieniem do Wspólnot Europejskich.
  - 109 osób zginęło w katastrofie Iła-18 pod Soczi.
- 3 października – wszedł w życie amerykańsko-radziecki traktat ABM, o ograniczeniu systemów antybalistycznych.
- 5 października – Francja: Jean-Marie Le Pen założył Front Narodowy.
- 6 października – w pożarze pociągu w meksykańskim Saltillo zginęło 208 osób.
- 10 października – Papua-Nowa Gwinea została członkiem ONZ.
- 11 października:
  - Chiny i RFN nawiązały stosunki dyplomatyczne.
  - Gabriel Ramanantsoa został prezydentem Madagaskaru.
- 13 października:
  - w katastrofie Iła-62 w miejscowości Krasnaja Polana na południu Rosji zginęły 174 osoby.
  - w Andach rozbił się samolot, którym do Chile leciała urugwajska drużyna rugby. Z 45 osób na pokładzie przeżyło 16.
- 16 października – w Japonii utworzono Park Narodowy Ogasawara.
- 17 października – Lars Korvald został premierem Norwegii.
- 24 października – na podstawie odpowiedniej rezolucji Narodów Zjednoczonych dzień 24 października po raz pierwszy obchodzony był jako Światowy Dzień Informacji.
- 26 października – major Mathieu Kérékou przeprowadził zamach stanu w Beninie, w wyniku którego został prezydentem.
- 28 października – odbył się pierwszy lot Airbusa A300.
- 7 listopada – Richard Nixon wygrał wybory prezydenckie w USA.
- 10 listopada – w Japonii utworzono Park Narodowy Ashizuri-Uwakai.
- 14 listopada – najstarszy indeks nowojorskiej giełdy, Dow Jones Industrial Average, po raz pierwszy przekroczył poziom 1000 punktów.
- 19 listopada – w RFN koalicja SPD-FDP wygrała wybory do Bundestagu.
- 22 listopada:
  - prezydent Richard Nixon ogłosił zniesienie 22-letniego zakazu podróży do Chin.
  - wojna wietnamska: północnowietnamska armia zestrzeliła pierwszy amerykański bombowiec B-52.
- 23 listopada:
  - nieudana próba wystrzelenia radzieckiej rakiety N1 ze sztucznym satelitą Księżyca.
  - w Paryżu została sporządzona Konwencja w sprawie ochrony światowego dziedzictwa kulturowego i naturalnego.
- 26 listopada – premiera samochodu sportowego Fiat X1/9.
- 28 listopada – w katastrofie japońskiego samolotu Douglas DC-8 pod Moskwą zginęły 62 osoby.
- 29 listopada – powstała konsola do gier elektronicznych Pong.
- 30 listopada – Paweł VI opublikował konstytucję apostolską Sacram Unctionem Infirmorum o namaszczeniu chorych.
- 1 grudnia – Australijka Belinda Green zdobyła w Londynie tytuł Miss World 1972.
- 3 grudnia – 155 osób zginęło na Wyspach Kanaryjskich w katastrofie samolotu Convair hiszpańskich linii Spantax.
- 4 grudnia – w wyniku zamachu stanu władzę w Hondurasie przejął generał Oswaldo López Arellano.
- 5 grudnia – Gough Whitlam został premierem Australii.
- 7 grudnia:
  - start Apollo 17, ostatniego z tej serii amerykańskich lotów na Księżyc.
  - żona prezydenta Filipin Ferdinanda Marcosa, Imelda, została pchnięta nożem w czasie transmitowanych przez telewizję uroczystości państwowych. Zamachowca zastrzelono.
- 8 grudnia – Norman Kirk został premierem Nowej Zelandii.
- 11 grudnia – NASA: misja Apollo 17 wylądowała na Księżycu.
- 13 grudnia – premiery filmów: Tragedia „Posejdona” i Ucieczka gangstera.
- 14 grudnia – w trakcie misji Apollo 17 Harrison Schmitt i Eugene Cernan jako ostatni do tej pory ludzie stąpali po powierzchni Księżyca.
- 19 grudnia – zakończyła się szósta i ostatnia załogowa misja księżycowa Apollo 17.
- 20 grudnia – polski drobnicowiec MS „Józef Conrad” został uszkodzony w czasie amerykańskiego bombardowania portu Hajfong w Wietnamie Północnym; zginęło 4 marynarzy, a 3 zostało rannych.
- 21 grudnia:
  - podpisano układ NRD-RFN o normalizacji wzajemnych stosunków.
  - Australia i Chiny nawiązały stosunki dyplomatyczne.
- 23 grudnia:
  - trzęsienie ziemi w Nikaragui zniszczyło stolicę Managuę i spowodowało śmierć 10 000 ludzi.
  - po 73 dniach od katastrofy lotu Fuerza Aérea Uruguaya 571 w Andach uratowano ostatnich spośród 16 ocalałych rozbitków.
  - w katastrofie samolotu Fokker F28 w Skaugum (Norwegia) zginęło 40 osób.
- 27 grudnia – weszła w życie nowa konstytucja Korei Północnej.
- 28 grudnia:
  - Kim Ir Sen objął nowo utworzone stanowisko prezydenta Korei Północnej. Nowym premierem został Kim Il.
  - czterech islamskich terrorystów wtargnęło do ambasady izraelskiej w Bangkoku i wzięło jako zakładników 6 pracowników. Po 19 godzinach zakładnicy zostali zwolnieni.
  - w Independence w stanie Missouri został pochowany 33. prezydent USA Harry S. Truman.
- 29 grudnia:
  - podpisano Konwencję londyńską o zapobieganiu zanieczyszczaniu mórz.
  - 101 osób zginęło, a 75 zostało rannych w katastrofie samolotu Lockheed L-1011 TriStar należącego do Eastern Airlines na bagnach Everglades w stanie Floryda.

## Wydarzenia sportowe
- 3 lutego – w japońskim Sapporo rozpoczęły się XI Zimowe Igrzyska Olimpijskie.
- 11 lutego – Wojciech Fortuna zdobył pierwszy złoty medal dla Polski na Zimowych Igrzyskach Olimpijskich w Sapporo (Japonia).
- 13 lutego – w japońskim Sapporo zakończyły się XI Zimowe Igrzyska Olimpijskie.
- 26 marca – Szwajcar Walter Steiner został pierwszym mistrzem świata w lotach narciarskich na Velikance w Planicy (SFRJ).
- 15 czerwca – w Poczdamie, Niemka Annelie Ehrhardt ustanowiła rekord świata w biegu na 100 m ppł. (12,5 s.)
- 18 czerwca – reprezentacja RFN pokonała ZSRR 3:0 w rozegranym na Stadionie Heysel w Brukseli finale IV Mistrzostw Europy w Piłce Nożnej.
- 28 czerwca – Tadeusz Kulczycki ustanowił rekord Polski w biegu na 400 m ppł. wynikiem 49,8 s.
- 4 lipca – w Oslo, Tadeusz Kupczyk ustanowił rekord Polski w biegu na 800 m wynikiem 1.46,3 s.
- 9–22 lipca – w mistrzostwach świata w szybownictwie w klasie standard złoty medal zdobył Jan Wróblewski.
- 9 sierpnia w Warszawie:
  - Danuta Piecyk ustanowiła rekord Polski w biegu na 400 m wynikiem 52,3 s.
  - Elżbieta Skowrońska ustanowiła rekord Polski w biegu na 800 m wynikiem 2.01,8 s.
- 10 sierpnia – Bronisław Malinowski ustanowił rekord Polski w biegu na 3000 m przeszk. wynikiem 8.22,2 s.
- 17 sierpnia – Leszek Wodzyński ustanowił rekord Polski w biegu na 110 m ppł. wynikiem 13,4 s.
- 28 sierpnia – amerykański pływak Mark Spitz wywalczył pierwszy z serii siedmiu złotych medali olimpijskich zdobytych przezeń w Monachium.
- 31 sierpnia – Zenon Nowosz ustanowił rekord Polski w biegu na 100 m wynikiem 10,36 s.
- 1 września – na igrzyskach w Monachium Józef Zapędzki obronił tytuł mistrza olimpijskiego w konkurencji pistoletu szybkostrzelnego.
- 2 września – John Akii-Bua ustanowił rekord świata w biegu na 400 m ppł. wynikiem 47,82 s.
- 7 września:
  - Danuta Straszyńska ustanowiła rekord Polski w biegu na 100 m ppł. wynikiem 12,91 s.
  - Leszek Wodzyński ustanowił rekord Polski w biegu na 110 m ppł. wynikiem 13,72 s.
- 9 września – na igrzyskach w Monachium Władysław Komar zdobył złoty medal w pchnięciu kulą.
- 10 września – polscy piłkarze dowodzeni przez Kazimierza Górskiego zdobyli złoty medal na XX Igrzyskach Olimpijskich w Monachium.
- 14 września – Anders Gärderud ustanowił rekord świata w biegu na 3000 m przeszk. (8.20,8 s.)
- 20 września – Emiel Puttemans ustanowił rekord świata w biegu na 5000 m wynikiem 13.13,0 s.
- 8 października – Krystyna Hryniewicka-Kacperczyk ustanowiła rekord Polski w biegu na 400 m ppł. (1.01,3 s.)
- na Zalewie Zegrzyńskim rozegrano pierwsze w Europie Mistrzostwa Świata w klasie DN.

## Urodzili się
- 1 stycznia – Özlem Özçelik, turecka siatkarka
- 2 stycznia
  - Paweł Januszewski, polski lekkoatleta
  - Alaksandra Pańkina, białoruska wioślarka
  - Boris Rhein, niemiecki polityk, premier Hesji
- 3 stycznia – Alisha Klass, amerykańska aktorka pornograficzna
- 5 stycznia:
  - Hilma Caldeira, brazylijska siatkarka
  - Nikki Nova, amerykańska aktorka pornograficzna
- 6 stycznia – Andrzej Adamek, polski koszykarz, trener
- 8 stycznia:
  - Giuseppe Favalli, włoski piłkarz
  - Serhij Atelkin, ukraiński piłkarz i trener piłkarski (zm. 2020)
- 9 stycznia – Grażyna Syrek, polska lekkoatletka, biegaczka długodystansowa
- 11 stycznia
  - Amanda Peet, amerykańska aktorka
  - Agnieszka Pollo, polska astrofizyk, profesor nauk ścisłych i przyrodniczych
- 12 stycznia – Mariola Siwczyk, polska piłkarka ręczna (zm. 2008)
- 13 stycznia – Miroslav Žamboch, czeski pisarz fantasy i science fiction
- 15 stycznia – Shelia Burrell, amerykańska lekkoatletka, wieloboistka
- 16 stycznia
  - Jurij Drozdow, rosyjski piłkarz
  - Aldona Fogiel, polska lekkoatletka, płotkarka
  - Salah Hissou, marokański lekkoatleta, długodystansowiec
  - Richard T. Jones, amerykański aktor
  - Alen Peternac, chorwacki piłkarz
  - Zaruhi Postandżian, armeńska polityczka
  - Agnieszka Roguska, polska pedagog, wykładowca akademicki
  - Beata Wyrąbkiewicz, polska aktorka dubbingowa
- 17 stycznia:
  - Vittoria Belvedere, włoska aktorka
  - Benno Fürmann, niemiecki aktor
  - Inessa Korkmaz, rosyjska siatkarka
  - Rafał Trzaskowski, polski politolog, polityk, eurodeputowany, samorządowiec, minister administracji i cyfryzacji, poseł na Sejm RP, prezydent Warszawy
  - Zamirbek Żumagułow, kirgiski piłkarz
- 18 stycznia – Alisa Gallamowa, rosyjska szachistka pochodzenia tatarskiego
- 19 stycznia:
  - Magdalena Gawin, polska historyczka, podsekretarz stanu w Ministerstwie Kultury i Dziedzictwa Narodowego
  - Anna Matwiejewa, rosyjska pisarka i dziennikarka
- 20 stycznia – Ludmiła Gałkina, rosyjska lekkoatletka, skoczkini w dal
- 21 stycznia:
  - Goran Bošković, czarnogórski koszykarz, trener
  - Anita Kucharska-Dziedzic, polska pedagog, działaczka społeczna, poseł na Sejm RP
  - Hanna Szuszkiewicz, polska piłkarka ręczna
- 22 stycznia – Bruno Valentin, francuski duchowny katolicki, biskup pomocniczy Wersalu
- 23 stycznia – Gonzalo Capellán, hiszpański polityk, prezydent La Rioja
- 24 stycznia:
  - Muriel Baumeister, austriacka aktorka
  - Agnieszka Sypień, polska zawodniczka karate
- 25 stycznia:
  - Agnieszka Krukowska, polska lekkoatletka, oszczepniczka
  - Danuta Marczyk, polska lekkoatletka, biegaczka długodystansowa
  - Iwona Stasiak, polska lekkoatletka, biegaczka średniodystansowa
- 26 stycznia – Agnieszka Pasternak, polska polityk, posłanka na Sejm i do Parlamentu Europejskiego
- 27 stycznia:
  - Mirjam Ott, szwajcarska curlerka, srebrna medalistka ZIO 2006 i 2002
  - Piotr Walczak, urzędnik państwowy, podsekretarz stanu w Ministerstwie Finansów i zastępca szefa Krajowej Administracji Skarbowej
- 28 stycznia
  - Jelena Baranowa, rosyjska koszykarka
  - Amy Coney Barrett, amerykańska sędzia
- 29 stycznia – Anna Mikołajczyk-Niewiedział, polska śpiewaczka operowa (sopran)
- 30 stycznia
  - Radosław Krzyżowski, polski aktor
  - Agnieszka Litwin, polska aktorka kabaretowa
- 31 stycznia – Garret Graves, amerykański polityk, kongresmen ze stanu Luizjana
- 2 lutego – Dana International, izraelska piosenkarka pop, zwyciężczyni 43. Konkursu Piosenki Eurowizji
- 5 lutego – Nicole Humbert, niemiecka lekkoatletka, tyczkarka
- 6 lutego – Shawn Respert, amerykański koszykarz, trener
- 7 lutego – Aldona Dąbrowska, polska piosenkarka, autorka tekstów, producentka muzyczna
- 8 lutego:
  - Joanna Cupryś, polska koszykarka
  - Monika Falej, polska działaczka społeczna, prawnik, poseł na Sejm RP
  - Joanna Scheuring-Wielgus, polska działaczka społeczna i samorządowa, menedżer kultury, polityk, poseł na Sejm RP
- 9 lutego – Piotr Łukasiewicz, polski żołnierz, politolog, dyplomata
- 11 lutego – Craig Jones, amerykański muzyk, klawiszowiec i gitarzysta zespołu Slipknot
- 12 lutego – Wojciech Modest Amaro, polski kucharz, restaurator
- 13 lutego:
  - Virgilijus Alekna, litewski lekkoatleta, dyskobol
  - Ewa Cięciel, polska siatkarka
  - Michał Dąbrówka, polski perkusista, muzyk sesyjny, kompozytor, aranżer
  - Todd Harrell, amerykański basista, kompozytor, członek zespołu 3 Doors Down
  - Ana Paula Henkel, brazylijska siatkarka
  - Božidar Jović, chorwacki piłkarz ręczny
  - Manou Schauls, luksemburski piłkarz
  - Cezary Studniak, polski aktor, wokalista, reżyser, scenarzysta
- 15 lutego – Iwa Prandżewa, bułgarska lekkoatletka, trójskoczkini
- 17 lutego:
  - Billie Joe Armstrong, amerykański muzyk, wokalista i gitarzysta zespołu Green Day
  - Kęstutis Kėvalas, litewski duchowny katolicki, arcybiskup metropolita kowieński
  - Cezary Kucharski, polski piłkarz, menedżer, polityk, poseł na Sejm RP
  - Lars-Göran Petrov, szwedzki wokalista metalowy i autor tekstów pochodzenia północnomacedońskiego (zm. 2021)
  - Taylor Hawkins, amerykański muzyk, perkusista zespołu Foo Fighters (zm. 2022)
- 18 lutego:
  - Izabela Obłękowska, polska lekkoatletka, tyczkarka
  - Robert Paluch, polski polityk, wicewojewoda lubuski
  - Wojciech Powaga, gitarzysta zespołu Myslovitz
- 19 lutego – Mikołaj Klimek, polski aktor, lektor i fotograf (zm. 2020)
- 20 lutego – Magdalena Cielecka, polska aktorka
- 22 lutego – Ben Sasse, amerykański polityk, senator, ze stanu Nebraska
- 23 lutego – Jamie Watson, amerykański koszykarz
- 24 lutego – Jan Wieczorkowski, polski aktor
- 28 lutego – Ion Chicu, mołdawski ekonomista, polityk, premier Mołdawii
- 29 lutego – Pedro Sánchez, premier Hiszpanii
- 3 marca – Salvo Pogliese, włoski polityk, burmistrz Katanii
- 4 marca – Katarzyna Juszczak, polska judoczka
- 6 marca:
  - Shaquille O’Neal, amerykański koszykarz
  - Dorota Piekarska, polska lekkoatletka, sprinterka
- 7 marca – Renata Gabryjelska, polska modelka, aktorka
- 8 marca:
  - Agnieszka Bógdał-Brzezińska, polska politolog, nauczyciel akademicki
  - Tanja Stefanowa, bułgarska lekkoatletka, tyczkarka
- 10 marca – Paraskiewi Tsiamita, grecka lekkoatletka, trójskoczkini
- 11 marca:
  - Renata Mrózek, polska siatkarka
  - Bogusław Rogalski, polski polityk i politolog, poseł do Parlamentu Europejskiego VI kadencji
- 12 marca:
  - Grzegorz Bachański, polski działacz sportowy
  - Abdul Hamid Bassiouny, egipski piłkarz
- 14 marca – Iwona Błaszkowska, polska piłkarka ręczna
- 15 marca – Dilmo Franco de Campos – brazylijski duchowny rzymskokatolicki, biskup pomocniczy Anápolis (zm. 2024)
- 17 marca – Andrzej Sadoś, polski dyplomata i urzędnik państwowy
- 20 marca:
  - Segundo Cernadas, argentyński aktor
  - Emily Giffin, amerykańska pisarka
  - Chilly Gonzales, kanadyjski raper, pianista, kompozytor, producent muzyczny pochodzenia żydowskiego
  - Daniela Hunger, niemiecka pływaczka
  - Alex Kapranos, brytyjski gitarzysta, wokalista, lider zespołu Franz Ferdinand
  - Pedro Lamy, portugalski kierowca wyścigowy
  - Andrzej Lichota, polski malarz, rysownik, twórca filmów animowanych
  - Greg Searle, brytyjski wioślarz
  - Jarosław Stolarczyk, polski polityk, poseł na Sejm RP
- 21 marca:
  - Piotr Adamczyk, polski aktor
  - Cho Min-sun, południowokoreańska judoczka
  - Balázs Kiss, węgierski lekkoatleta, młociarz
  - Large Professor, amerykański raper, producent filmowy
  - Louise Leakey, kenijska paleontolog
  - Aleksandr Litwinczew, rosyjski wioślarz
  - Marek Mikołajewski, polski sędzia piłkarski
  - Boris Mironow, rosyjski hokeista, trener
  - Derartu Tulu, etiopska lekkoatletka, biegaczka długodystansowa
- 22 marca:
  - Christophe Revault, francuski piłkarz, bramkarz (zm. 2021)
  - Elvis Stojko, kanadyjski łyżwiarz figurowy
  - Anette Wilhelm, szwedzka curlerka
- 23 marca:
  - Joe Calzaghe, walijski bokser
  - Stanisław Derehajło, polski samorządowiec, wicemarszałek województwa podlaskiego
  - Grzegorz Gaża, polski przedsiębiorca, polityk, poseł na Sejm RP
- 25 marca:
  - Roberto Acuña, paragwajski piłkarz pochodzenia argentyńskiego
  - Naftali Bennett, izraelski polityk
  - Erna Brinkman, holenderska siatkarka
  - Sébastien Flute, francuski łucznik
  - Izabella Woszczyńska, polska siatkarka
- 26 marca:
  - Arkadij Dworkowicz, rosyjski polityk
  - Naoko Kijimuta, japońska tenisistka
  - Leslie Mann, amerykańska aktorka
  - Maria Nayler, brytyjska piosenkarka
  - Aleksandra Pivec, słoweńska polityk
  - Pietro Rinaldi, włoski siatkarz
  - Stanisław Stosik, polski lekkoatleta, samorządowiec, wójt gminy Osieczna
- 27 marca:
  - Jimmy Floyd Hasselbaink, holenderski piłkarz
  - Agathe de La Fontaine, francuska aktorka
  - Dmytro Kolesnikow, ukraiński polityk
  - Kieran Modra, australijski pływak, kolarz szosowy i torowy (zm. 2019)
- 28 marca:
  - Michał Kamiński, polski polityk, poseł na Sejm RP, europoseł
  - Steve Walsh, sędzia rugby union
- 31 marca:
  - Alejandro Amenábar, hiszpański reżyser filmowy
  - Facundo Arana, argentyński aktor telewizyjny
  - Norbert Mastalerz, polski samorządowiec, wicemarszałek województwa podkarpackiego
- 1 kwietnia – Florin Cîțu, rumuński ekonomista, polityk, premier Rumunii
- 2 kwietnia
  - Agata Kornhauser-Duda, pierwsza dama Polski w latach 2015–2025
  - Agnieszka Wróblewska, polska aktorka, prezenterka telewizyjna
- 3 kwietnia:
  - Richard Appora, środkowoafrykański duchowny katolicki, biskup Bambari
  - Leigh-Allyn Baker, amerykańska aktorka
  - Lola Pagnani, włoska aktorka
  - Sandrine Testud, francuska tenisistka
- 4 kwietnia – Marta Kosmowska, polska lekkoatletka, biegaczka średniodystansowa
- 5 kwietnia:
  - Renata Gazik, polska szachistka
  - Ana Ristović, serbska poetka, prozaiczka, tłumaczka
  - Elżbieta Zaborowska, polska lekkoatletka, płotkarka
- 6 kwietnia – Inoke Maraiwai, fidżyjski rugbysta (zm. 2011)
- 7 kwietnia – Shana Williams, amerykańska lekkoatletka, skoczkini w dal
- 8 kwietnia – Piotr Świerczewski, polski piłkarz
- 9 kwietnia:
  - Alain Berset, szwajcarski polityk, prezydent Szwajcarii
  - Katarzyna Pakosińska, polska artystka kabaretowa
  - Željko Rebrača, serbski koszykarz
- 11 kwietnia – Jarosław Kukowski, polski malarz
- 12 kwietnia – Agnieszka Makówka, polska śpiewaczka operowa (mezzosopran)
- 14 kwietnia:
  - Paul Denyer, australijski seryjny morderca
  - Åsa Eriksson, szwedzka curlerka
  - Wojciech Kowalczyk, polski piłkarz
  - Andrea Pavelková, słowacka siatkarka
- 15 kwietnia
  - Agnieszka Gieraga, polska tenisistka stołowa
  - Alicja Mazan-Mazurkiewicz, polska literaturoznawczyni, wykładowca akademicki
  - Agnieszka Różańska, polska aktorka
- 16 kwietnia:
  - Piotr M.A. Cywiński, polski historyk
  - Conchita Martínez, hiszpańska tenisistka
- 17 kwietnia:
  - Dorota Brodowska, polska lekkoatletka, sprinterka i skoczkini w dal
  - Ben Dodwell, australijski wioślarz
  - Jennifer Garner, amerykańska aktorka, producentka filmowa
  - Dylan Mika, nowozelandzki i samoański rugbysta (zm. 2018)
  - Muttiah Muralitharan, lankijski krykiecista
  - Yūichi Nishimura, japoński sędzia piłkarski
  - Raisa O’Farrill, kubańska siatkarka
  - Jarkko Wiss, fiński piłkarz, trener
- 18 kwietnia – Edyta Korotkin-Adamowska, polska łuczniczka
- 19 kwietnia – Rivaldo, brazylijski piłkarz
- 20 kwietnia:
  - Dorota Bukowska, polska koszykarka
  - Carmen Electra, aktorka amerykańska
  - Swietłana Iszmuratowa, rosyjska biathlonistka
  - Željko Joksimović, serbski kompozytor i piosenkarz
  - Jan Mancewicz, polski aktor
  - Stephen Marley, jamajski muzyk
- 21 kwietnia – Edoardo Leo, włoski aktor i reżyser
- 22 kwietnia – Anna Falchi, włoska modelka, aktorka pochodzenia fińskiego
- 23 kwietnia – Jerzy Małecki, polski bankowiec, samorządowiec, poseł na Sejm RP
- 26 kwietnia – Wojciech Ziółkowski, polski koszykarz, trener
- 27 kwietnia:
  - Silvia Farina Elia, włoska tenisistka
  - Katarzyna Duczmal, polska koszykarka
- 28 kwietnia:
  - Bogusław Tracz, polski historyk
  - Helena Tulve, estońska kompozytorka
- 29 kwietnia – Fredrik Kempe, szwedzki piosenkarz, kompozytor i autor tekstów
- 30 kwietnia – Maciej Awiżeń, polski samorządowiec, starosta kłodzki
- 1 maja - Angela Alupei, rumuńska wioślarka
- 2 maja:
  - Norbert Dudziuk, polski wokalista
  - Dwayne Johnson, amerykański aktor
- 3 maja:
  - Anca Dana Dragu, rumuńska ekonomistka, polityk
  - Roman Smogorzewski, polski samorządowiec, prezydent Legionowa
  - Marek Wesoły, polski przedsiębiorca, samorządowiec, polityk, poseł na Sejm RP
- 4 maja – Mike Dirnt, amerykański muzyk, basista zespołu Green Day
- 6 maja – Artur Rojek, piosenkarz, były wokalista i gitarzysta zespołu Myslovitz
- 8 maja:
  - Dino Bardot, szkocki muzyk[1]
  - Wojciech Błoński, polski koszykarz
- 9 maja:
  - Lisa Ann, amerykańska aktorka pornograficzna
  - Maciej Miłkowski, polski urzędnik państwowy, podsekretarz stanu w Ministerstwie Zdrowia
  - Anna-Louise Plowman, nowozelandzka aktorka
  - Cezary Zybała-Strzelecki, polski muzyk rockowy
- 10 maja:
  - Tara Cunningham, amerykańska sztangistka
  - Radosław Majdan, polski piłkarz, bramkarz Wisły Kraków
- 11 maja:
  - Jan Ołdakowski, polski polityk, dyrektor Muzeum Powstania Warszawskiego
  - Polimnia Sarengu, grecka koszykarka
- 12 maja
  - Maciej Berek, polski prawnik, polityk, minister
  - Yadhira Carrillo, meksykańska aktorka występująca w telenowelach
- 13 maja – Konrad Głębocki, polski ekonomista, polityk, poseł na Sejm RP
- 14 maja – Olga Nikołajewa, rosyjska siatkarka
- 15 maja – Agnieszka Warchulska, polska aktorka
- 16 maja:
  - Szymon Bobrowski, polski aktor
  - Andrzej Duda, polski polityk, prezydent RP
- 17 maja:
  - Dominika Bednarczyk, polska aktorka
  - Antoni Vadell Ferrer, hiszpański duchowny katolicki, biskup pomocniczy Barcelony
- 20 maja:
  - Marzena Okła-Drewnowicz, polska polityk, samorządowiec, posłanka na Sejm VI, VII i VIII kadencji.
  - Busta Rhymes, amerykański raper
- 21 maja – Notorious B.I.G., amerykański raper (zm. 1997)
- 22 maja:
  - Anna Belknap, amerykańska aktorka
  - Wojciech Błach, polski aktor
  - Annabel Chong, amerykańska aktorka pornograficzna
  - Alison Eastwood, amerykańska aktorka, reżyserka, modelka, projektantka mody
- 23 maja – Rubens Barrichello, brazylijski kierowca Formuły 1
- 24 maja:
  - Maia Sandu, mołdawska ekonomistka, polityk, premier Mołdawii i prezydent Mołdawii
  - Laure Sainclair, francuska aktorka filmów pornograficznych
  - Joanna Wiśniewska, polska lekkoatletka, dyskobolka
- 25 maja – Anna Podczaszy, polska poetka
- 26 maja – Beata Kaszuba, polska pływaczka
- 28 maja:
  - Wojciech Dąbrowski, polski polityk, wojewoda mazowiecki
  - Andrzej Deskur, polski aktor
  - Marcin Szczygielski, polski pisarz, dziennikarz, grafik
- 30 maja – Marzena Okła-Drewnowicz, polska polityk
- 2 czerwca:
  - Stanisław Kluza, polski ekonomista, polityk, minister finansów
  - Paweł Majka, polski pisarz specjalizujący się w fantastyce naukowej
- 3 czerwca – Łukasz Szumowski, polski lekarz, profesor, polityk, minister zdrowia
- 4 czerwca:
  - Artur Standowicz, polski polityk, wicewojewoda mazowiecki
  - Ted Berry, amerykański koszykarz
  - Anna T. Szabó, węgierska poetka, pisarka i tłumaczka
  - Marta Żukowska, polska lekkoatletka, chodziarka
- 5 czerwca
  - Alicja Panasiewicz, polska artystka wizualna
  - Bartłomiej Tomaszewski, polski koszykarz
- 6 czerwca – Noriaki Kasai, japoński skoczek narciarski
- 7 czerwca – Ben Ray Luján, amerykański polityk, kongresmen ze stanu Nowy Meksyk
- 8 czerwca – Roosevelt Skerrit, dominicki polityk, premier Dominiki
- 9 czerwca – Wes Scantlin, amerykański muzyk, Wokalista i gitarzysta zespołu Puddle Of Mudd
- 10 czerwca – Uvis Helmanis, łotewski koszykarz, trener
- 11 czerwca:
  - Ilona Mokronowska, polska wioślarka
  - Elżbieta Świętopełk-Czetwertyńska, polska bankowiec i ekonomistka
- 13 czerwca – Marek Minakowski, polski filozof, historyk, genealog
- 14 czerwca – Moustapha Sonko, francuski koszykarz
- 16 czerwca – Simon Coveney, irlandzki polityk, premier Irlandii
- 17 czerwca – Michał Żebrowski, polski aktor
- 18 czerwca – Sylwia Pusz, polska polityk, poseł na Sejm RP, europoseł
- 19 czerwca:
  - Dagur B. Eggertsson, islandzki polityk, burmistrz Reykjavíku
  - Robin Tunney, amerykańska aktorka
- 20 czerwca – Joe Spinks, amerykański koszykarz, trener
- 21 czerwca – Jeorjia Tsilingiri, grecka lekkoatletka, tyczkarka
- 22 czerwca – Iwona Okrzesik-Kotajny, polska łuczniczka
- 23 czerwca:
  - Jacek Komuda, polski pisarz
  - Joseph McNaull, amerykański koszykarz, posiadający także polskie obywatelstwo
  - Zinédine Zidane, piłkarz francuski
- 25 czerwca – Mike Kroeger, basista grupy Nickelback
- 26 czerwca:
  - Garou, kanadyjski piosenkarz
  - Jussi Sydänmaa, fiński muzyk, członek zespołu Lordi
  - Asako Tajimi, japońska siatkarka
  - Roel Velasco, filipiński bokser
  - Paweł Wojtunik, polski oficer policji, szef CBA, polityk, poseł na Sejm RP
- 27 czerwca – Chloë des Lysses, francuska aktorka pornograficzna, pisarka, dziennikarka
- 29 czerwca
  - Ana Mendes Godinho, portugalska prawnik, polityk
  - Cristina Pîrv, rumuńska siatkarka
- 1 lipca – Anna Zalewska-Ciurapińska, polska piosenkarka
- 3 lipca – Dorota Gorjainow, polska aktorka
- 4 lipca – Jolanta Sip, polska wokalistka i taekwondzistka
- 6 lipca – Ryszard Petru, polski ekonomista, polityk, poseł na Sejm RP
- 7 lipca:
  - Mariusz Drężek, polski aktor
  - Lisa Leslie, amerykańska koszykarka, komentatorka sportowa
- 8 lipca – Paweł Pudłowski, polski przedsiębiorca, polityk, poseł na Sejm RP
- 9 lipca - Piotr Górnikiewicz, polski samorządowiec, polityk, przedsiębiorca, poseł na Sejm RP
- 10 lipca - Agnieszka Bartol, polska urzędniczka państwowa i unijna, wiceminister
- 11 lipca – Stanisław Bułajewski, polski prawnik, samorządowiec, burmistrz Mrągowa
- 12 lipca – Tibor Benedek, węgierski piłkarz wodny (zm. 2020)
- 13 lipca – Gabriela Firea, rumuńska dziennikarka, polityk, burmistrz Bukaresztu
- 14 lipca:
  - Joanna Barczyńska, polska szachistka
  - Darryl Hanah, amerykańska aktorka pornograficzna
  - Manfred Weber, niemiecki polityk i przedsiębiorca
- 15 lipca:
  - Henryk Bałuszyński, polski piłkarz, reprezentant Polski
  - Milan Ušák, polski prawnik, samorządowiec, burmistrz Siechnic
- 16 lipca:
  - Maciej Durczak, polski menedżer muzyczny, producent
  - Michał Zieliński, polski polityk, wojewoda wielkopolski
- 17 lipca – Tomasz Budasz, polski ekonomista i samorządowiec, prezydent Gniezna
- 18 lipca – Slim Khezri(inne języki), niemiecki aktor filmowy
- 20 lipca – Alvydas Pazdrazdis, litewski koszykarz
- 22 lipca:
  - Ipolito Fenukitau, tongański i australijski rugbysta
  - Andrew Holness, jamajski polityk, premier Jamajki
- 24 lipca – Dariusz Wójtowicz, polski samorządowiec, prezydent Mysłowic
- 27 lipca – Dorota Świeniewicz, polska siatkarka
- 28 lipca
  - Alena Antalová, słowacka aktorka
  - Elizabeth Berkley, amerykańska aktorka
  - Grzegorz Potęga, polski samorządowiec, przedsiębiorca i działacz sportowy, wicemarszałek województwa lubuskiego
- 29 lipca:
  - Semi Taupeaafe, tongański i australijski rugbysta
  - Rui Tavares, portugalski pisarz, polityk
  - Sérgio Sousa Pinto, portugalski polityk
- 31 lipca – Karolina Gajewska, polska polityk, posłanka na Sejm RP
- 1 sierpnia – Van Taylor, amerykański polityk, kongresmen
- 2 sierpnia:
  - Muriel Bowser, amerykańska polityk, burmistrz Dystryktu Kolumbii
  - Justyna Steczkowska, polska piosenkarka
- 3 sierpnia – Andrzej Szweda-Lewandowski, polski biolog, urzędnik państwowy, Generalny Dyrektor Ochrony Środowiska
- 6 sierpnia – Geri Halliwell, angielska wokalistka
- 8 sierpnia – Lüpüs Thünder, amerykański gitarzysta zespołu „Bloodhound Gang”
- 9 sierpnia – Juanes, kolumbijski piosenkarz
- 11 sierpnia – Agnes Samaria, namibijska lekkoatletka, biegaczka
- 12 sierpnia:
  - Rafał Borutko, polski polityk, samorządowiec, podsekretarz stanu w Ministerstwie Gospodarki Morskiej
  - Wojciech Wilk, polski polityk
- 14 sierpnia:
  - Aneta Arak, polska judoczka
  - Ed O’Bannon, amerykański koszykarz
  - Yamilé Aldama, kubańsko-sudańsko-brytyjska lekkoatletka, trójskoczkini
  - Rastislav Tureček, słowacki kolarz, złoty medalista LIP 2004
- 15 sierpnia
  - Ben Affleck, amerykański aktor i scenarzysta
  - Agnieszka Kotlarska, polska modelka, zdobywczyni tytułów Miss Polski i Miss International (zm. 1996)
- 17 sierpnia – Jacek Bogusławski, polski ekonomista, polityk, członek zarządu Województwa Wielkopolskiego
- 20 sierpnia:
  - Derrick Alston, amerykański koszykarz, trener
  - Gordana Grubin, serbska koszykarka
- 21 sierpnia – Sonya Agbéssi, benińska lekkoatletka, skoczkini w dal
- 22 sierpnia:
  - Sylwester Chruszcz, polski architekt, polityk, poseł na Sejm RP, europoseł
  - Jarosław Rzepa, polski samorządowiec, wicemarszałek województwa zachodniopomorskiego
- 23 sierpnia – Anna Orlova, łotewska saneczkarka
- 24 sierpnia – Todd Young, amerykański polityk, senator ze stanu Indiana
- 25 sierpnia:
  - Elmarie Gerryts, południowoafrykańska lekkoatletka, tyczkarka
  - Raul Ruiz, amerykański polityk, kongresmen ze stanu Kalifornia
- 26 sierpnia – Sherell Ford, amerykański koszykarz, trener
- 27 sierpnia:
  - Marek Gałęzowski, polski historyk i publicysta
  - Denise Lewis, brytyjska lekkoatletka, wieloboistka
- 29 sierpnia – Amanda Marshall, kanadyjska piosenkarka
- 30 sierpnia:
  - Cameron Diaz, amerykańska aktorka
  - Pavel Nedvěd, czeski piłkarz
- 1 września – Kristal Summers, amerykańska aktorka pornograficzna
- 3 września – Maja Ostaszewska, polska aktorka
- 5 września – Jacek Borusiński, polski komik, członek kabaretu Mumio
- 8 września:
  - Brooke Hovey, amerykańska biegaczka narciarska
  - Ioamnet Quintero, kubańska lekkoatletka, skoczkini wzwyż
- 9 września:
  - Miriam Oremans, holenderska tenisistka
  - Michał Wiśniewski, polski muzyk, lider zespołu Ich Troje
- 10 września:
  - Talia Jakowidu, grecka lekkoatletka, tyczkarka
  - Ghada Shouaa, syryjska lekkoatletka, wieloboistka
- 11 września – Dorota Kwaśny, polska biegaczka narciarska
- 13 września – Joanna Karpińska, polska lekkoatletka, biegaczka długodystansowa
- 15 września – Kai Wegner, niemiecki polityk, burmistrz Berlina
- 16 września – Sprent Dabwido, polityk oraz były prezydent Nauru (zm. 2019)
- 18 września
  - Julia Cencig, austriacka aktorka
  - Ana Sofrenović, serbska aktorka
- 19 września:
  - Amy Frazier, amerykańska tenisistka
  - Agnieszka Wielgosz, polska aktorka
  - N.K. Jemisin, amerykańska pisarka fantastyki
- 20 września – Victor Ponta, rumuński polityk, premier Rumunii
- 21 września:
  - Randolph Childress, amerykański koszykarz, trener
  - David Silveria, były perkusista amerykańskiego zespołu KoЯn
- 23 września – Umaro Sissoco Embaló, polityk z Gwinei Bissau, premier i prezydent
- 26 września:
  - Beto O’Rourke, amerykański polityk, kongresmen ze stanu Teksas
  - Halina Pitoń, polska biathlonistka
- 27 września:
  - Agnieszka Fajlhauer, polska aktorka
  - Gwyneth Paltrow, amerykańska aktorka, reżyser i scenarzystka filmowa
  - Oana Pantelimon, rumuńska lekkoatletka, specjalistka skoku wzwyż
- 28 września:
  - Katarzyna Bujakiewicz, polska aktorka
  - Werner Schlager, austriacki tenisista stołowy
- 29 września:
  - Samir Aboud, libijski piłkarz, bramkarz
  - Elżbieta Bartnicka, polska piłkarka ręczna
  - Jörgen Jönsson, szwedzki hokeista, trener, menedżer
  - Perpetua Sappa Konman, mikronezyjska polityczka
  - Robert Webb, brytyjski aktor, komik, scenarzysta
- 30 września – Ireneusz Raś, polski polityk
- 1 października:
  - Aleksandra Bechtel, niemiecka prezenterka telewizyjna
  - Danielle Scott-Arruda, amerykańska siatkarka
- 4 października – Małgorzata Bednarska-Bzdęga, polska szachistka
- 5 października:
  - Ana-Maria Botsari, grecka szachistka, trenerka
  - Grant Hill, amerykański koszykarz
  - Lewis Lofton, amerykański koszykarz, trener
- 6 października
  - Piotr Dardziński, polski politolog, polityk, sekretarz stanu w Ministerstwie Nauki i Szkolnictwa Wyższego
  - Alexa Loo, kanadyjska snowboardzistka
- 7 października
  - Sidney Polak, polski perkusista zespołu T.Love, kompozytor, autor tekstów piosenek
  - Tomasz Stanisławski, polski samorządowiec, starosta goleniowski
- 8 października – Eliza Sokołowska, polska koszykarka
- 9 października – Elżbieta Cherezińska, polska pisarka, teatrolog
- 10 października:
  - Yinka Dare, nigeryjski koszykarz (zm. 2004)
  - Artur Bramora, polski przedsiębiorca, poseł na Sejm RP
  - Rafał Mucha, polski samorządowiec, poseł na Sejm RP
  - Lidia Tlałka, polska lekkoatletka, skoczkini w dal
- 11 października – Tamara Gee, polsko-amerykańska piosenkarka pop
- 12 października – Cezary Olejniczak, polski rolnik, samorządowiec, polityk, poseł na Sejm RP
- 13 października – Anna Armatys, polska wiolonczelistka
- 15 października
  - Olgierd Geblewicz, polski samorządowiec, marszałek województwa zachodniopomorskiego
  - Amrullah Saleh, afgański polityk, prezydent Afganistanu na uchodźstwie
- 16 października – Tomasz Hajto, polski piłkarz
- 17 października – Eminem, amerykański wykonawca rapowy
- 18 października:
  - Helge Braun, niemiecki lekarz, polityk
  - Krzysztof Jaskułowski, polski historyk, socjolog
  - Katarzyna Klata, polska łuczniczka
  - Wojciech Kuczok, polski prozaik, poeta, scenarzysta i krytyk filmowy, speleolog
  - Karl Nehammer, austriacki polityk
  - Alex Tagliani, kanadyjski kierowca wyścigowy pochodzenia włoskiego
  - Andrzej Zalewski, polski informatyk
- 19 października – Agnieszka Kołacz-Leszczyńska, polska polityk, samorządowiec, posłanka na Sejm RP
- 20 października – Brian Schatz, amerykański polityk, senator z Hawajów
- 21 października – Saffron Burrows, brytyjska aktorka
- 24 października – Ruxandra Dragomir, rumuńska tenisistka
- 25 października:
  - Dario Andriotto, włoski kolarz szosowy
  - Janina Conceição, brazylijska siatkarka
  - Rodolfo Falcón, kubański pływak
  - Iwa Mitewa, bułgarska prawnik, polityk, przewodnicząca Zgromadzenia Narodowego
  - Persia White, amerykańska aktorka
- 26 października – Stella Staudinger, austriacka koszykarka, trenerka
- 29 października – Wojciech Kolarski, polski urzędnik państwowy i samorządowy, sekretarz stanu w Kancelarii Prezydenta RP
- 31 października:
  - Ai Iijima, japońska aktorka pornograficzna (zm. 2008)
- 1 listopada:
  - Marie Bagger Bohn, duńska lekkoatletka, tyczkarka
  - Toni Collette, australijska aktorka
- 2 listopada – Jan Grabiec, polski samorządowiec, polityk, poseł na Sejm RP
- 4 listopada – Luís Figo, portugalski piłkarz
- 6 listopada:
  - Thandie Newton, brytyjska aktorka
  - Rebecca Romijn, amerykańska aktorka
- 7 listopada – Anna Tryc-Bromley, polska malarka i menedżerka kultury
- 8 listopada:
  - Stanisław Bukowiec, polski dziennikarz, wydawca, działacz społeczny, samorządowiec, polityk, poseł na Sejm RP
  - Gretchen Mol, amerykańska aktorka
  - Jerzy Paul, polski samorządowiec, polityk, burmistrz miasta i gminy Nowa Sarzyna, poseł na Sejm RP
- 9 listopada:
  - Wojciech Kuderski, polski muzyk, perkusista zespołu Myslovitz
  - Augusto Jiminez Perez, amerykański curler
- 10 listopada:
  - Anna Bonna, polska aktorka
  - Tomasz Frischmann, polski samorządowiec, burmistrz Oławy
- 11 listopada:
  - Lonnie Harrell, amerykański koszykarz
  - Anita Kubica, polska judoczka
  - Alessia Marcuzzi, włoska modelka, aktorka
- 14 listopada
  - Edyta Górniak, polska piosenkarka
  - Agnieszka Lingas-Łoniewska, polska pisarka
- 16 listopada – Melissa Mueller, amerykańska lekkoatletka, tyczkarka
- 21 listopada – Ricardo Rio, portugalski polityk i samorządowiec, burmistrz Bragi
- 22 listopada – Norbert Obrycki, polski polityk i samorządowiec, marszałek województwa zachodniopomorskiego, senator VIII kadencji, poseł na Sejm VIII kadencji
- 26 listopada – Siergiej Aksionow, rosyjski polityk, premier Krymu
- 27 listopada – Aleksandra Pawelska, polska piłkarka ręczna
- 28 listopada:
  - Agnieszka Gozdyra, polska dziennikarka i prezenterka telewizyjna
  - Anastasia Kielesidu, grecka lekkoatletka, dyskobolka
  - Katarzyna Teodorowicz-Lisowska, polska tenisistka
- 29 listopada – Andreas Goldberger, austriacki skoczek narciarski
- 1 grudnia – Norbert Wójtowicz, polski historyk, teolog, publicysta
- 2 grudnia – Trond Fausa Aurvåg, norweski aktor
- 4 grudnia:
  - Sylwia Cieślik, polska lekkoatletka, skoczkini w dal i trójskoczkini
  - Sebastian Karpiniuk, polski polityk, prawnik (zm. 2010)
  - Robert Żołędziewski, polski aktor
- 5 grudnia – Agnieszka Greinert, polska aktorka
- 6 grudnia – Alberto Cirio, włoski polityk, prezydent Piemontu
- 7 grudnia:
  - Anna-Karin Hatt, szwedzka polityk
  - Alicja Knast, polska menedżerka kultury
  - Adam Kwiatkowski, polski polityk
- 9 grudnia – Tré Cool, amerykański muzyk, perkusista zespołu Green Day
- 10 grudnia – Brian Molko, amerykańsko-brytyjski muzyk, wokalista i gitarzysta Placebo
- 12 grudnia:
  - Denise Bronzetti, sanmaryńska polityk
  - Melissa Francis, amerykańska dziennikarka, była aktorka dziecięca
  - Swiatłana Hałkina, białoruska siatkarka
  - Wilson Kipketer, duński lekkoatleta, średniodystansowiec pochodzenia kenijskiego
  - Dušan Kubica, słowacki siatkarz
  - Milen Radukanow, bułgarski piłkarz, trener
  - Yann Sundberg, francuski aktor, scenarzysta, wokalista, członek zespołu Decibel Circus
  - Tetsu Takano, japoński wokalista, autor tekstów, członek zespołów: Malice Mizer, Zigzo i Nil
  - Brandon Teena, amerykański transseksualista, ofiara morderstwa (zm. 1993)
  - Hank Williams III, amerykański muzyk, wokalista, członek zespołów: Assjack(inne języki), Arson Anthem(inne języki) i Superjoint Ritual
  - Krzysztof Zaremba, polski polityk, poseł na Sejm i senator RP
- 15 grudnia – Alexandra Tydings, amerykańska modelka, reżyserka
- 16 grudnia – Maciej Ostrowski, polski polityk samorządowy
- 18 grudnia:
  - Anżeła Bałachonowa, ukraińska lekkoatletka, tyczkarka
  - Eimear Quinn, irlandzka piosenkarka, zwyciężczyni 41. Konkursu Piosenki Eurowizji
  - Alichan Smaiłow, kazachski polityk, premier Kazachstanu
  - Lawrence Wong, singapurski ekonomista, polityk, premier Singapuru
- 19 grudnia – Alyssa Milano, amerykańska aktorka
- 22 grudnia – Vanessa Paradis, francuska aktorka i kompozytorka
- 23 grudnia:
  - Artur Górczyński, polski działacz społeczny, poseł na Sejm RP
  - Masashi Ishii, japoński kolarz, złoty medalista LIP 2008
- 25 grudnia:
  - Andrzej Dąbrowski, polski polityk, samorządowiec, poseł na Sejm RP
  - Ewa Zielińska, polska lekkoatletka
- 28 grudnia:
  - Carmel Corbett, nowozelandzka lekkoatletka, wieloboistka
  - Piotr Dziedzic, polski urzędnik państwowy, podsekretarz stanu w Ministerstwie Finansów
  - Kevin Stitt, amerykański polityk, gubernator stanu Oklahoma
- 29 grudnia:
  - Luca Boschi, sanmaryński polityk, kapitan regent San Marino
  - Jude Law, brytyjski aktor
  - Anna Wróblewska, polska dziennikarka i publicystka filmowa
- 31 grudnia:
  - Joey McIntyre, amerykański piosenkarz i aktor
  - Ana Roš, słoweńska restauratorka
  - Grazia Zafferani, sanmaryńska polityk, kapitan regent San Marino

- data dzienna nieznana: 
  - Matthew Cusick, amerykański model i osobisty trener
  - Kei Taniguchi(inne języki), japońska alpinistka (zm. 2015)
  - Halina Tarasiuk, polska inżynier

## Zdarzenia astronomiczne
- 30 stycznia – całkowite zaćmienie Księżyca
- 10 lipca – całkowite zaćmienie Słońca

## Nagrody Nobla
- z fizyki – John Bardeen, Leon Cooper, John Schrieffer
- z chemii – Christian B. Anfinsen, Stanford Moore, William H. Stein
- z medycyny – Gerald Edelman, Rodney Porter
- z literatury – Heinrich Böll
- nagroda pokojowa – nagrody nie przyznano
- z ekonomii – John Hicks, Kenneth Arrow

## Święta ruchome
- Tłusty czwartek: 10 lutego
- Ostatki: 15 lutego
- Popielec: 16 lutego
- Niedziela Palmowa: 26 marca
- Pamiątka śmierci Jezusa Chrystusa: 29 marca
- Wielki Czwartek: 30 marca
- Wielki Piątek: 31 marca
- Wielka Sobota: 1 kwietnia
- Wielkanoc: 2 kwietnia
- Poniedziałek Wielkanocny: 3 kwietnia
- Wniebowstąpienie Pańskie: 11 maja
- Zesłanie Ducha Świętego: 21 maja
- Boże Ciało: 1 czerwca

## Dane statystyczne
- źródło danych: Bank Światowy:
  - Ludność świata: 3,844,812,775
  - Tempo wzrostu liczby ludności: 2,02% na rok
  - Długość życia: 60,8 lat
  - Wskaźnik płodności: 4,68 urodzeń na kobietę
  - Współczynnik umieralności poniżej 5 roku życia: 134,57
  - Zużycie energii na mieszkańca: 1371,34 kg